# Schere

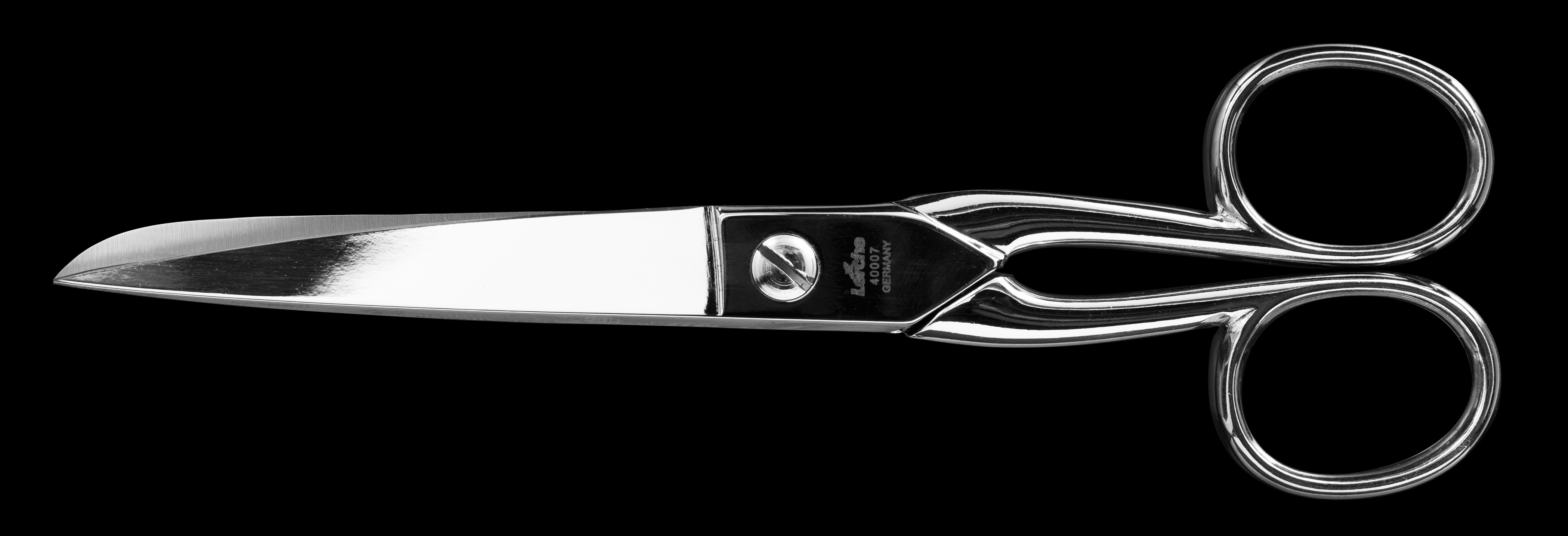
Geschlossene Schere

Eine Schere ist ein Werkzeug zum span-losen Zerteilen oder Einschneiden verschiedener Materialien – meist mittels zweier gegeneinander beweglicher Klingen mit Schneiden, auch Scherenhebel oder Branchen genannt. 

Benutzung einer Schere

Der Schneidevorgang erfolgt, indem man das Material an der zu durchtrennenden Stelle zwischen die Klingen schiebt und diese dann dicht aneinander vorbeigleiten lässt. Es gibt unterschiedliche Formen und Typen von Scheren, je nachdem, für welches Material und für welchen Zweck diese gedacht sind. 

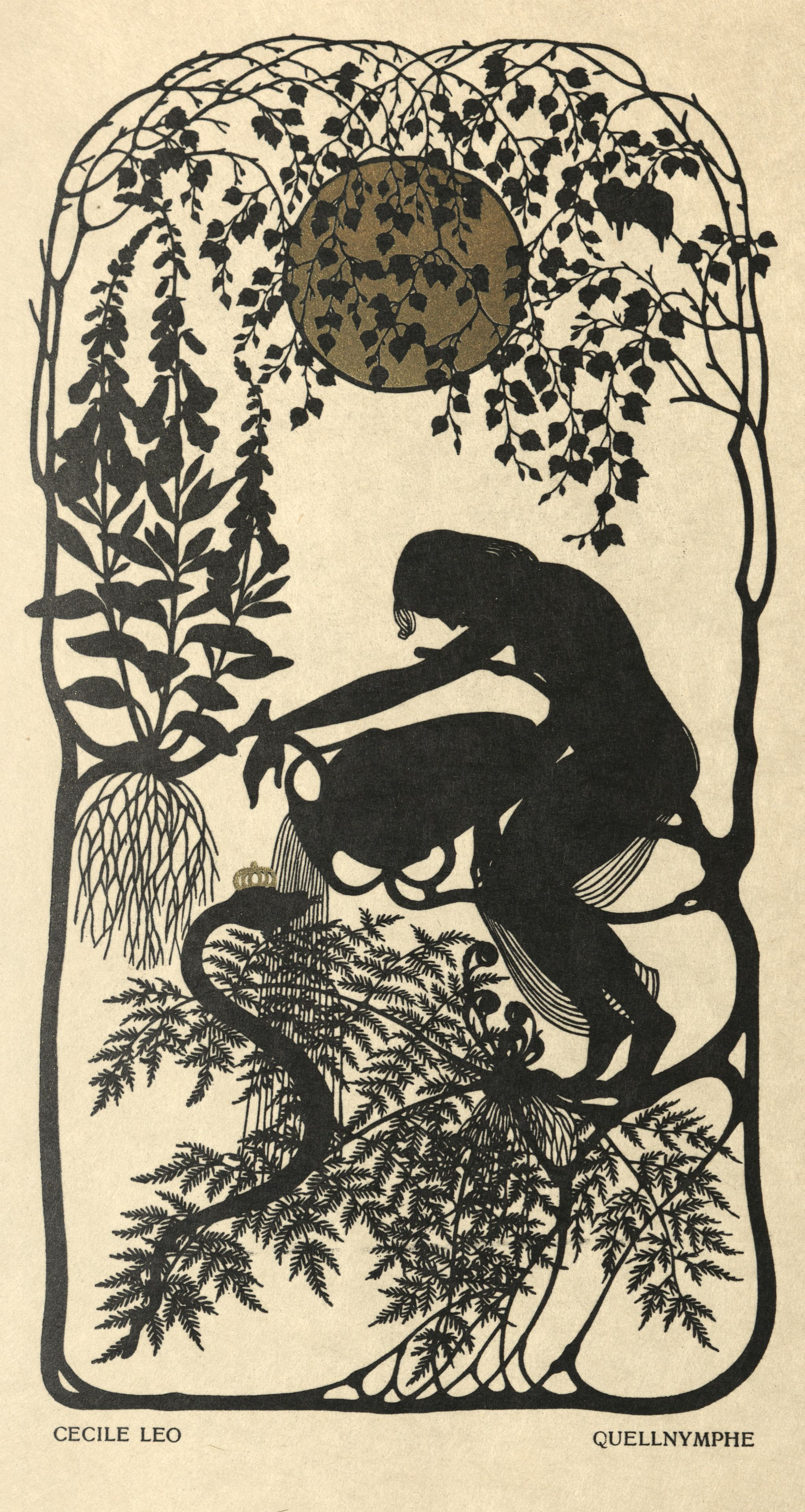
Künstlerische Gestaltung: Scherenschnitt von Cécile Leo

## Wortherkunft
Das Substantiv „Schere“ stammt über die althochdeutsche Form scāri von der indogermanischen Wurzel *(s)ker- „schneiden“ ab, auf die auch die Wörter scharf, schürfen, Schar, englisch scar „Narbe“, altgriechisch κείρω (keiro) „schneiden“ und καρπός (karpos) „Frucht, eigentlich: das Abgeschnittene, Abgepflückte“ neben vielen anderen zurückgehen.

## Formen
Es lassen sich Scheren mit (mindestens) zwei beweglichen Klingen von solchen mit einer beweglichen Klinge und einer fixierten Schneidekante unterscheiden.

### Zwei bewegliche Klingen

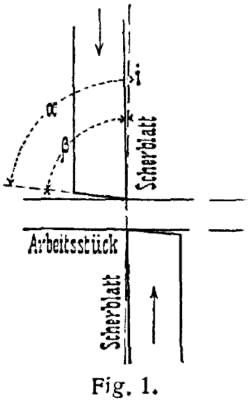
Scherwirkung

Erstere gliedern sich wiederum in sogenannte Bügelscheren und Gelenkscheren. Bügelscheren bestehen aus einem U-förmigen Stück Metall, dessen Schenkel zu Klingen geschmiedet wurden. Sie schneiden, indem die Klingen zusammengedrückt werden. Verringert man den Druck, öffnen sie sich aufgrund ihrer Eigenspannung wieder. Bügelscheren werden heute selten verwendet. Ausnahmen sind etwa die Schafschere zur Schafschur, die Gartenschere zum Schneiden von Rasenkanten und die Nigiri, einer Blattschere, zum Schneiden von Bonsai.
Die typische Gelenkschere gibt es dagegen für die unterschiedlichsten Einsatzzwecke. Sie besteht i. d. R. aus zwei Klingen mit je einem ringförmigen auslaufenden Griff (genannt Auge), die drehbar auf einer Achse so über Kreuz gelagert sind, dass sich die Klingen mit der scharfen Seite gegenüberstehen. (Als Sonderform hat die Kräuterschere mehrere Klingenpaare.) Sowohl zum Schneiden als auch zum Öffnen muss Kraft aufgewendet werden.

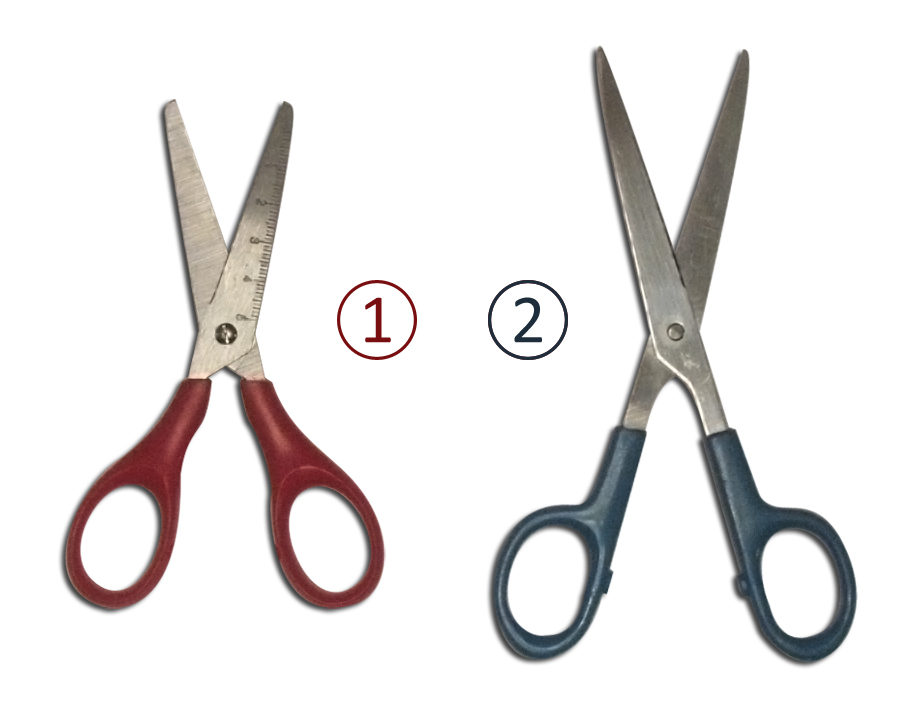
Scheren für Links- (1) und Rechtshänder (2)

Bei einer Standardschere, welche meist mit der rechten Hand bedient wird, bewegt sich beim Öffnen das dem Benutzer zugewandte Scherblatt nach unten und das entfernte Blatt nach oben. So hat man eine gute Sicht, an welcher Stelle geschnitten wird. Durch Verkanten der Finger in den Augen kann man den Andruck der Schneidkanten erhöhen bzw. bei einer nicht vorgespannten Schere überhaupt erst erzeugen. Wird so eine Schere mit der linken Hand bedient, verdeckt das obere Scherblatt die Schnittstelle und man muss über das Blatt hinwegschauen oder die Schere verdrehen. Der Andruck der Kanten kann nicht aktiv erhöht werden. Aus diesen beiden Gründen sind bei einer Linkshänderschere die Blätter andersherum montiert und geschliffen. Ein ergonomischer Griff ist nur eine Zusatzoption. Bemerkbar macht sich die Stellung der Scherblätter auch bei ausgeleierten Scheren und Bügelscheren, ob mit dem Daumen oder den anderen Fingern Druck beziehungsweise Zug ausgeübt werden muss, um die Schneideflächen aneinanderzudrücken.

### Eine bewegliche Klinge

#### Amboss-Schere

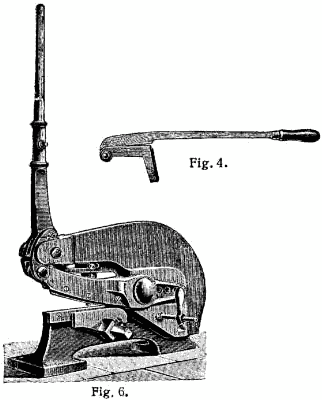
Handhebelschere

Bei der Amboss-Schere trifft die Klinge mittig auf eine flache Fläche, die Schnittleistung (d. h. die benötigte Kraft) ist günstiger. Da diese Scheren eher wie ein Messer das Schnittgut trennen, entstehen Quetschkräfte, jedoch keine Scherkräfte. Diese Geräte sind daher im engeren Sinne keine Scheren. Die Vorteile werden besonders beim Obstbaumschnitt geschätzt, aber auch bei weichem Kunststoff. Von Nachteil sind die schnellere Abstumpfung und die hohe Empfindlichkeit der schlanken Schneide.

#### Tafelschere und ähnliche Geräte
Handhebelscheren und große, von Elektromotoren oder hydraulisch angetriebene Schlagscheren (auch Tafelscheren genannt), wie sie z. B. beim Blechzuschnitt zum Einsatz kommen, besitzen eine bewegliche Klinge (Scherenmesser), die leicht schräg an einem feststehenden Gegenmesser vorbeigleitet.

#### Rollenschere
Rollenscheren besitzen eine kreisscheibenförmige, auf einem Schlitten bewegte Klinge, die gegen eine gerade, feststehende Schneidkante arbeitet. Sie werden zum Papier-, Blech- und Folienzuschnitt eingesetzt. Es gibt kleine, handbetriebene Geräte für Folien und Papier sowie solche mit Motorantrieb. Letztere werden auch bei Druckern eingesetzt, die von der Rolle arbeiten.

## Funktionsweise
Das Schneiden mit Scheren funktioniert durch den Druck der beiden Scherenklingen auf das zu schneidende Material, das sogenannte Scherschneiden (eine Unterart der Trenntechnik). Je nachdem, wie scharf die Klingen sind, wie stabil das Scharnier und wie dickwandig das Material ist, ist der Grat der Schnittkante (ausgefranst bis glatt), vgl. Scherkraft.

## Geschichte
Wo und wann die Schere zuerst erfunden wurde, ist bis heute umstritten. 
Ausgangspunkt für die Entwicklung der Schere war vermutlich der Gebrauch paariger Messer. Dabei handelt es sich um zwei separate Klingen. Während eine Hand die unten liegende Klinge stützt, führt die andere mit der oben liegenden Klinge die Scherbewegung aus. Funde solcher paarigen Messer auf rheinisch-römischem Gebiet sind aus dem 2. bis 3. Jahrhundert n. Chr. belegt, reichen aber vermutlich viel weiter zurück. 

### Endgelenkschere
Eine Weiterentwicklung stellte die Endgelenkschere dar. Dabei handelt es sich um zwei Klingen, die am Ende mittels eines Bolzens ein Scharnier bildeten. In der Praxis sind sie eher umständlich zu bedienen, da die Klingen zum Schneiden aufeinander gedrückt und anschließend manuell auseinandergezogen werden müssen.

### Bügelschere

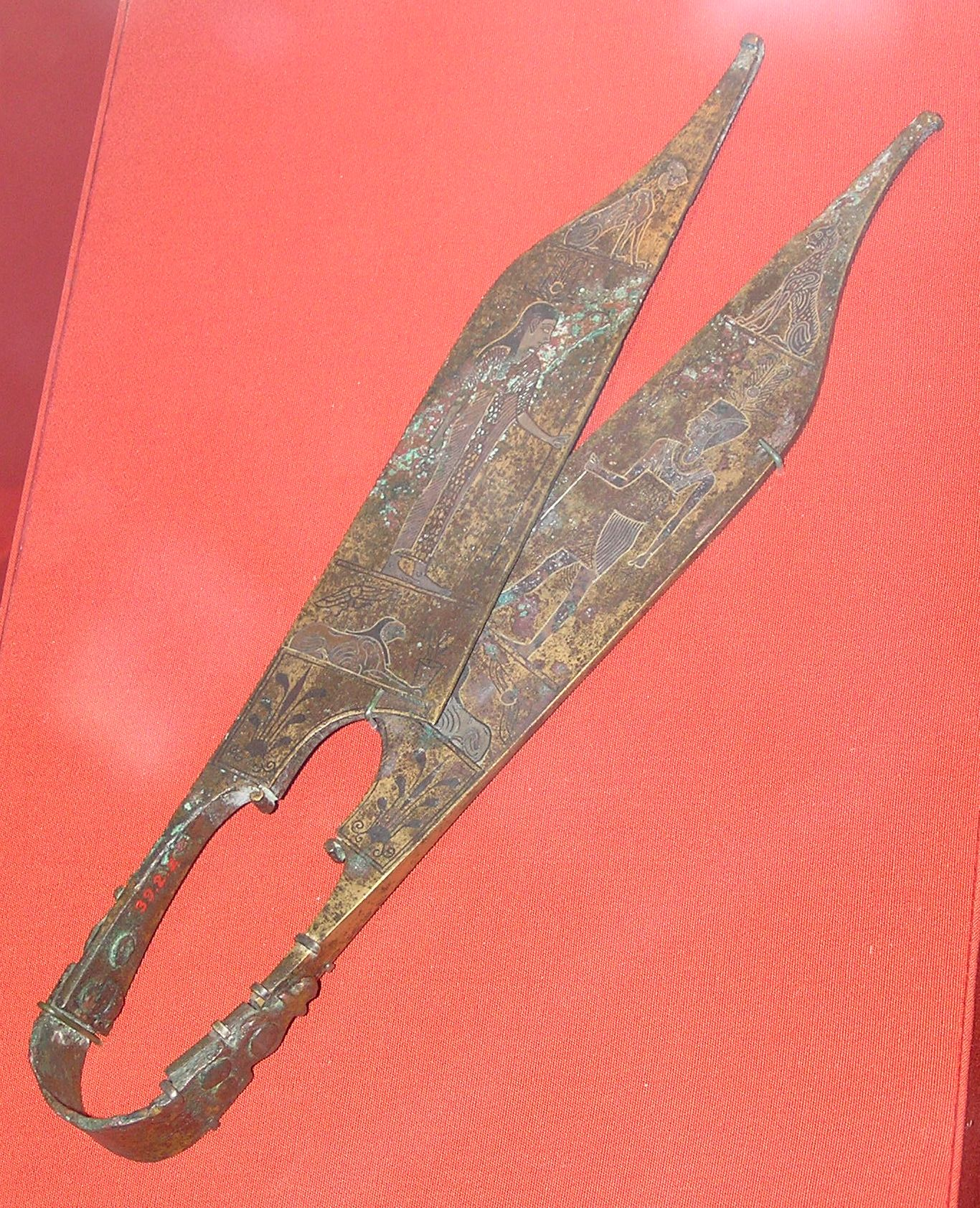
Bügelschere aus Trabzon, Türkei, ca. 2. Jh. n. Chr.

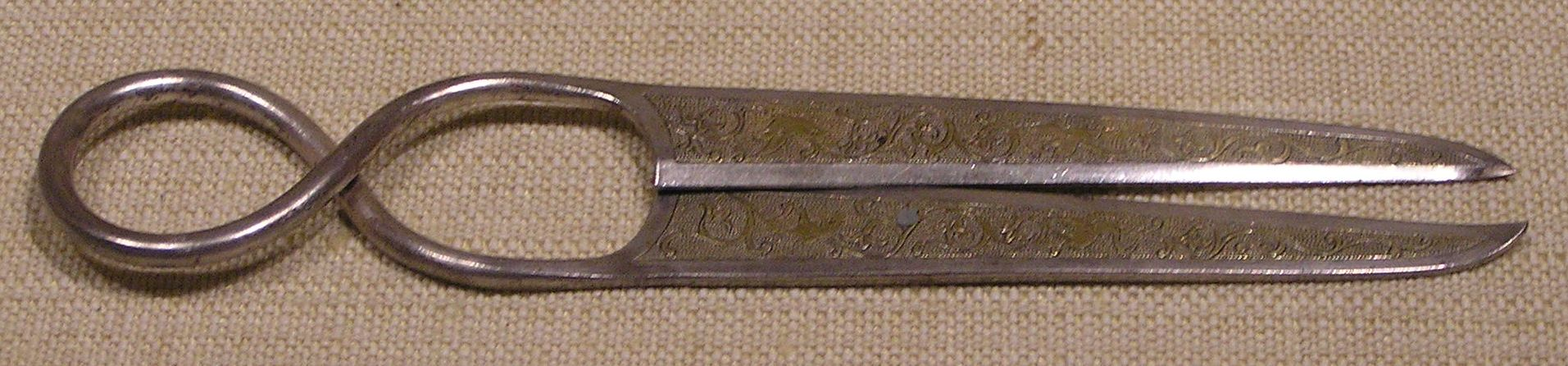
Chinesische Bügelschere aus der Tang-Dynastie mit gekreuzten Halmen zur Erhöhung der Spannkraft

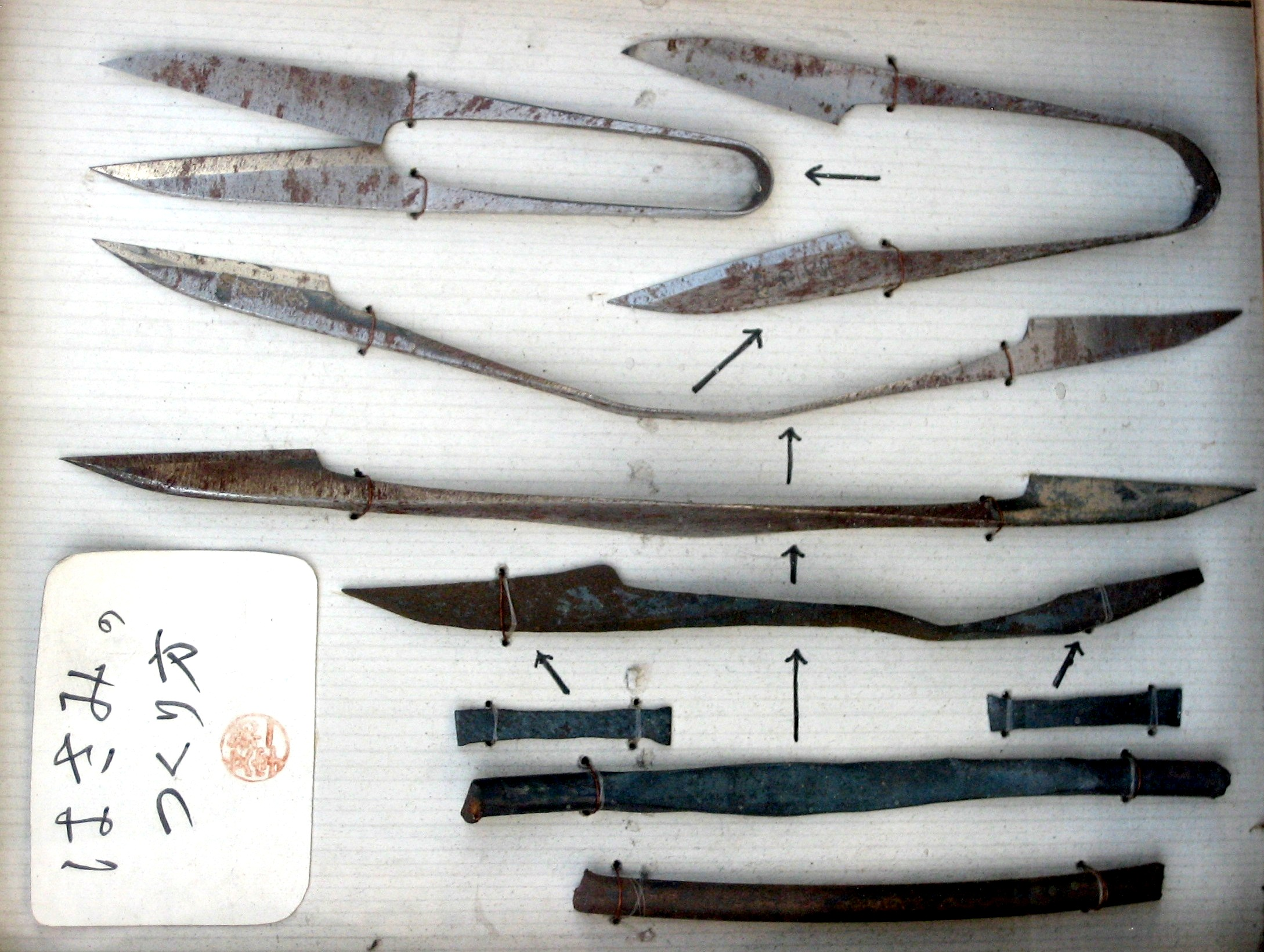
Schritte bei der Herstellung japanischer Bügelscheren

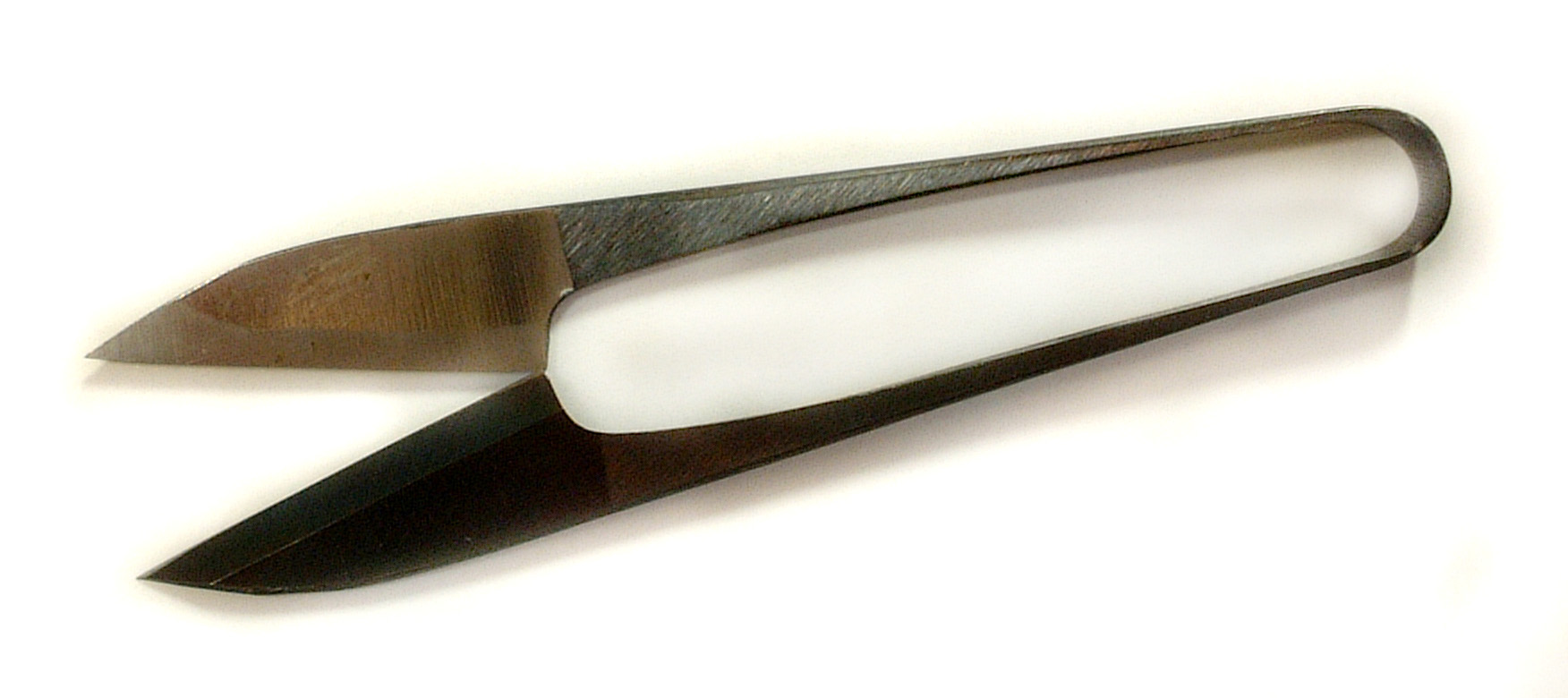
Moderne japanische Bügelschere

Gegenüber der Endgelenkschere stellen Bügelscheren eine deutliche Verbesserung dar, da sie mit einer Hand bedient werden können und sich aufgrund der Materialspannung von selbst öffnen.
Bügelscheren kamen erst mit der Verfügbarkeit schmiedbarer Messing- oder Eisenlegierungen im 1. Jahrtausend v. Chr. auf. Diese Metalle waren Voraussetzung für die Herstellung federnder Bügel. Da Bronze- oder Messingfedern schneller als solche aus Eisen ermüden, finden sich Bügelscheren aus diesen Metallen seltener. Eiserne Bügelscheren sind in Mitteleuropa seit der La-Tène-Zeit um ca. 500 v. Chr. belegt. Bronzene Modelle mit eisernen Klingen wurden in Pompeji gefunden.
Frühe keltische Modelle weisen eine U-förmige Feder auf. Um die Spannkraft zu erhöhen, ging man später dazu über, die Schenkel nahe der Bogenrundung zu kröpfen. So entstand eine omegaförmige Linienführung. Ebenfalls zur Erhöhung der Spannkraft entwickelte sich in China eine Bügelscherenform, bei der die Schenkel überkreuzt wurden.
Bis Anfang des 17. Jahrhunderts war die Bügelschere in Europa die häufigste Scherenform. Sie war unter anderem das Werkzeug von Tuchscherern.

### Gelenkschere
Die heute gebräuchliche Gelenkschere kam vermutlich um 300 v. Chr. auf. Da nur wenige frühe Fundstücke bekannt sind, bleibt eine genaue Datierung schwierig. In Al Mina an der östlichen Mittelmeerküste entdeckte Leonard Woolley das Fragment einer eisernen Gelenkschere, das er auf 430–315 v. Chr. datierte. Aufgrund der Form – insbesondere der gebogenen Halme – ist jedoch eine um mindestens 1000 Jahre spätere Datierung wahrscheinlicher. Verlässlich datierbare Funde stammen erst aus der Römerzeit. Neben Reliefdarstellungen sind einige wenige Fragmentfunde bekannt – unter anderem aus dem Legionslager Augsburg.
Bis über das Hochmittelalter hinaus blieben Gelenkscheren sporadische Ausnahmeerscheinungen. Ab der Mitte des 14. Jahrhunderts änderte sich die Situation allmählich. Im Hausbuch der Mendelschen Zwölfbrüderstiftung (zwischen 1425 und 1545 entstanden) sind in sechs von sieben Schneiderwerkstätten Gelenkscheren abgebildet, während alle anderen dargestellten Berufe noch mit Bügelscheren arbeiten. Auffällig sind die gedrungenen Formen dieser Scheren, ihre breiten Scherblätter sowie die aus dem Halm gebogenen und mal mehr, mal weniger geschlossenen Augen. Zeitgleich kamen – z. B. in Italien und England – Universalscheren mit längeren, schlanken Scherblättern auf. Hier traten erstmals auch ringförmig geschlossene Augen auf.
Ab dem 16. Jahrhundert finden sich zunehmend verzierte Scheren. Vor allem die Halme und Blätter wurden mit aufwendigen Mustern geprägt und geätzt. Spätestens ab der Mitte des 16. Jahrhunderts wurden die Augen meist geschlossen geschmiedet, dabei nicht immer rund, sondern zunehmend auch oval geformt. Im 17. Jahrhundert entwickelten sich zunehmend spezialisierte Scherentypen: lang- und schmalblättrige Papierscheren, breitblättrige Stoffscheren und spitz zulaufende Universalscheren.

## Herstellung
Gelenkscheren werden durch Schmieden oder Stanzen hergestellt.

### Geschmiedete Scheren

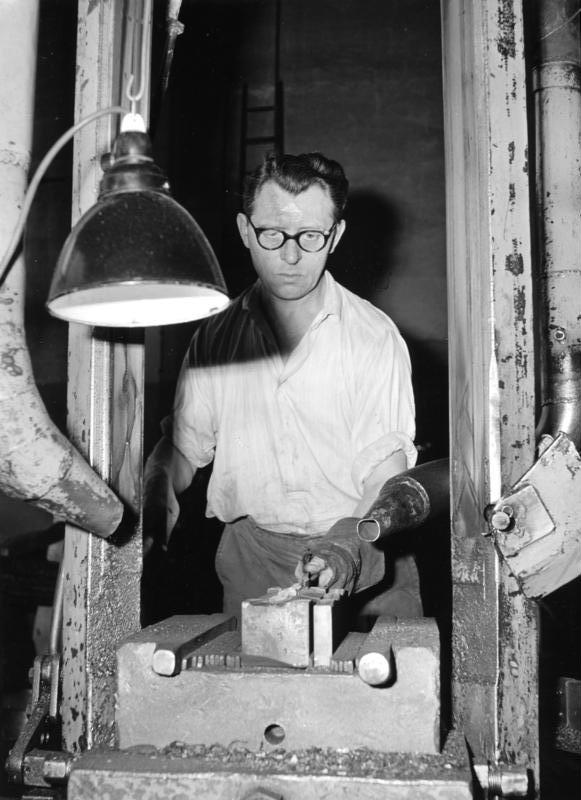
Schlagen einer Schere; die Schere wird aus einem Spaltstück (Stahlstück) warm verformt, hier wird sie im warmen Zustand in ein Gesenk gelegt und mittels Fallhammer verformt (Aufnahme aus dem Jahr 1964)

Aus Flachstahl werden zunächst lange, spitz zulaufende Dreiecke geschnitten. Diese erhitzt man auf Weißglut und formt aus ihnen in Gesenkschmieden die Rohlinge der beiden Scherenhälften – das sogenannte Ober- und Unterbesteck, in der Fachsprache auch Ober- und Unterbeck. Ein Besteck oder Beck besteht aus Auge, Halm, Gewerbe, Zeug und Blatt. Nach dem Entgraten und dem Ausstanzen der Scherenaugen werden die Halme, der Gewerbeansatz und der Blatteinsatz gefräst, das Loch für die Verbindungsschraube gebohrt sowie das Gewinde im Unterbesteck geschnitten.
Anschließend werden das Blatt und das Gewerbe gehärtet; nicht jedoch die Halme, die für die spätere Justage noch biegbar bleiben müssen. Zum Härten werden die betroffenen Teile im Salzbad erhitzt und im Ölbad abgeschreckt. Rostfreie Scheren werden eisgehärtet. Die dabei entstehenden Spannungen im Stahl werden durch Anlassen entfernt. Im nun folgenden Hartrichten werden die Scherenblätter gegeneinander gebogen und verdreht, sodass bei der fertig montierten Schere beide Blätter nur am "Schnittpunkt" Kontakt haben. Billige Scheren mit nicht gegeneinander verdrehten Scherenblättern neigen dazu, das Schnittgut einzuklemmen.
Schließlich werden beide Scherenhälften geschliffen, gegebenenfalls vernickelt (bei nichtrostfreiem Stahl) und montiert.
Die Schritte der Herstellung sind in Solingen auf dem Merscheider Scherenweg ausführlich dargestellt und dokumentiert.

## Ausführungen

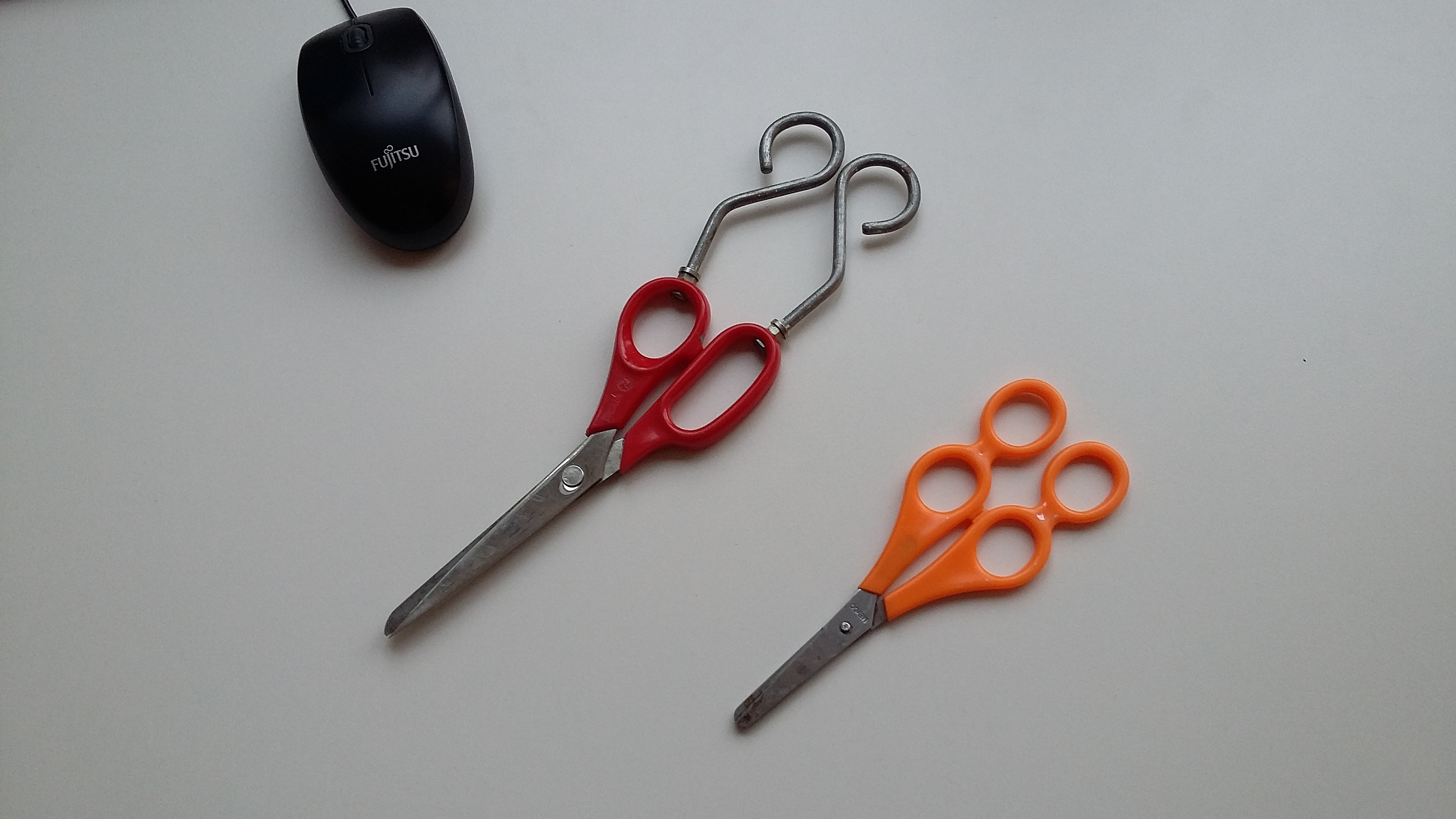
Therapiescheren für Ergotherapie bzw. Kunsttherapie

Scheren gibt es in vielen Formen für unterschiedlichste Anwendungen:
- Amboss-Schere
- Baumscheren:
  - Rosen- oder Rebschere, kurze Einhandschere für Rebstock- und Obstbaumschnitt
  - Astschere, langarmige Beidhandschere für stärkere Äste (Schnitt (Gartenbau))
- Blechschere
- chirurgische Scheren
- Dochtschere (oder Lichtputzschere)
- elektrische Scheren
- Friseurschere
- Gartenschere/Rebschere
- Geflügelschere
- Goldschmiedeschere
- Haushaltschere
- Heckenschere
- Knochenschere
- Knopflochschere
- Kombinationsschere in der Medizintechnik
- Kräuterschere
- Nagelschere
- Papierschere
- Sattlerschere
- Storchenschere
- Stoffschere
- Tafelschere (Schlagschere)
- Tapetenschere
- Therapieschere mit doppelter Griffbelochung
- Tuchschere (siehe Tuchscherer)
- Zackenschere, auch Zickzackschere genannt.

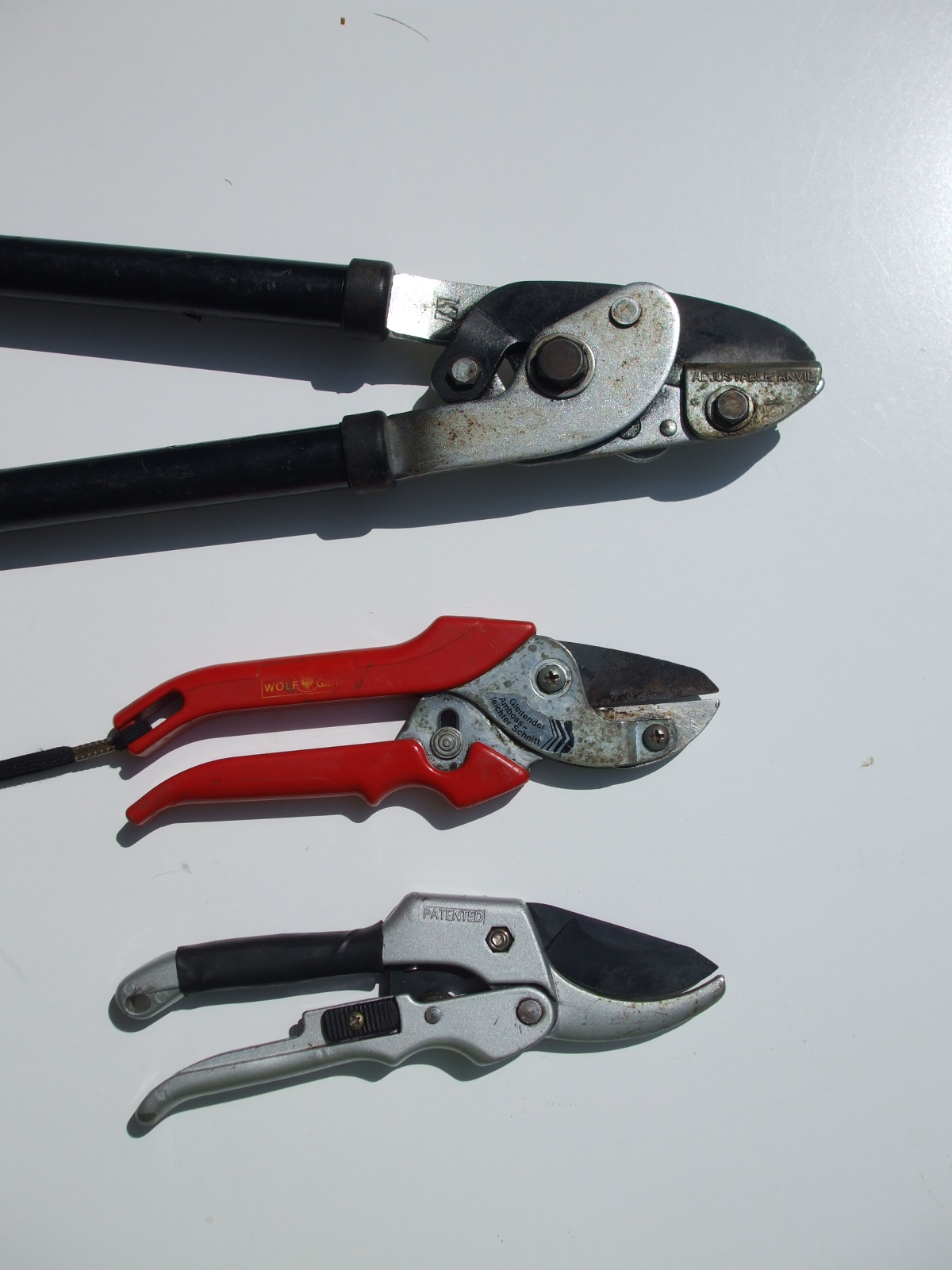
Amboss-Scheren, gerade und gebogen
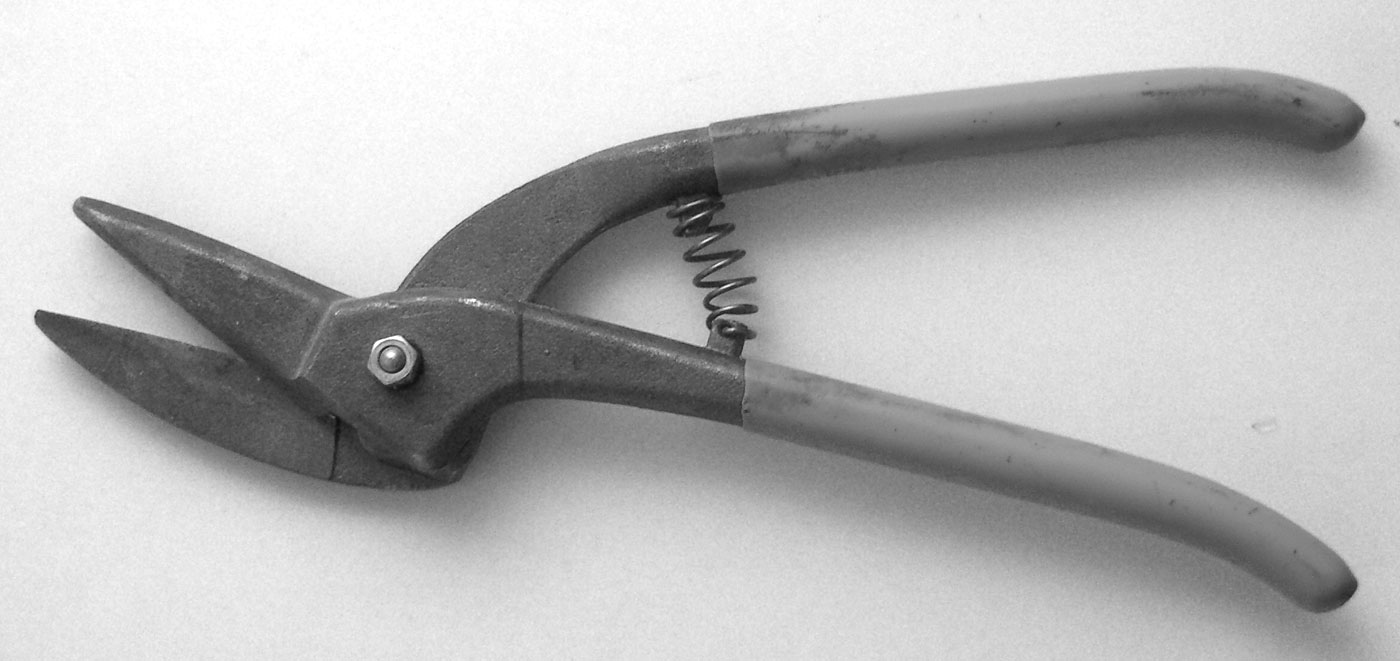
Blechschere
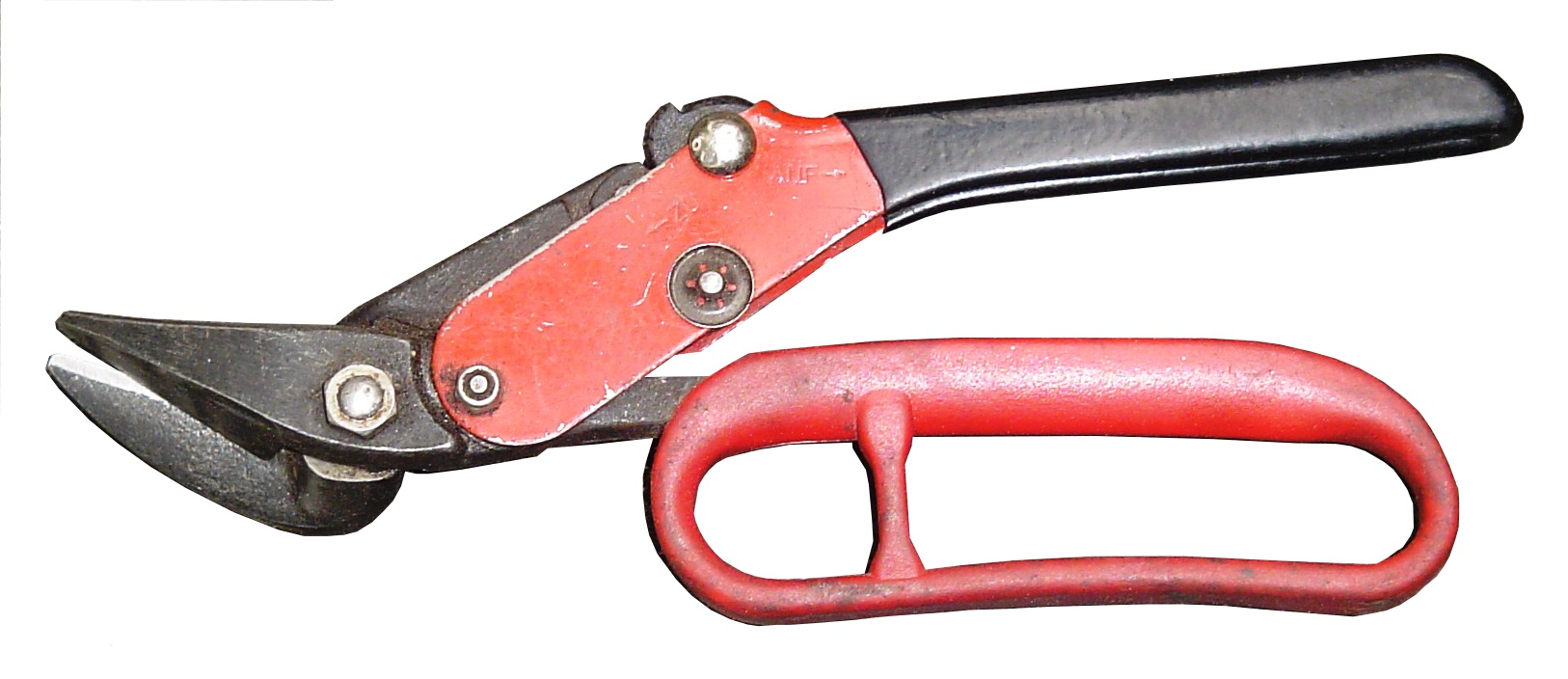
Blechschere mit Übersetzung und Handschutz
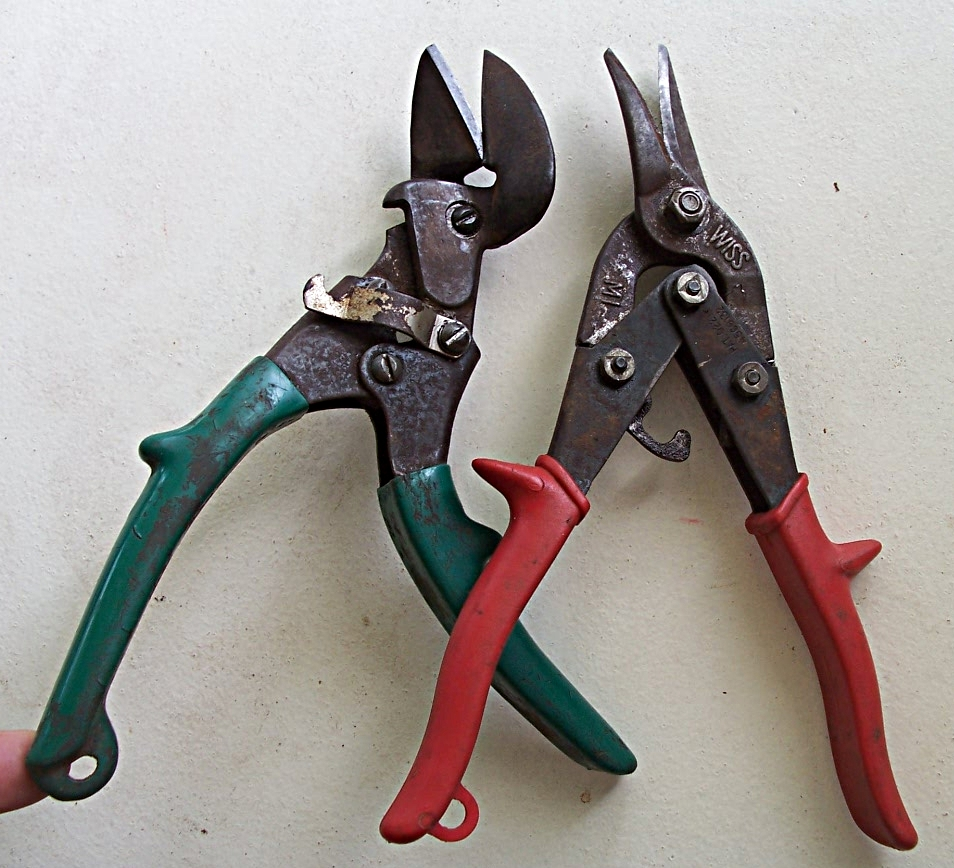
Blechscheren für den Ausschnitt in der Blechmitte und für den Kurvenschnitt
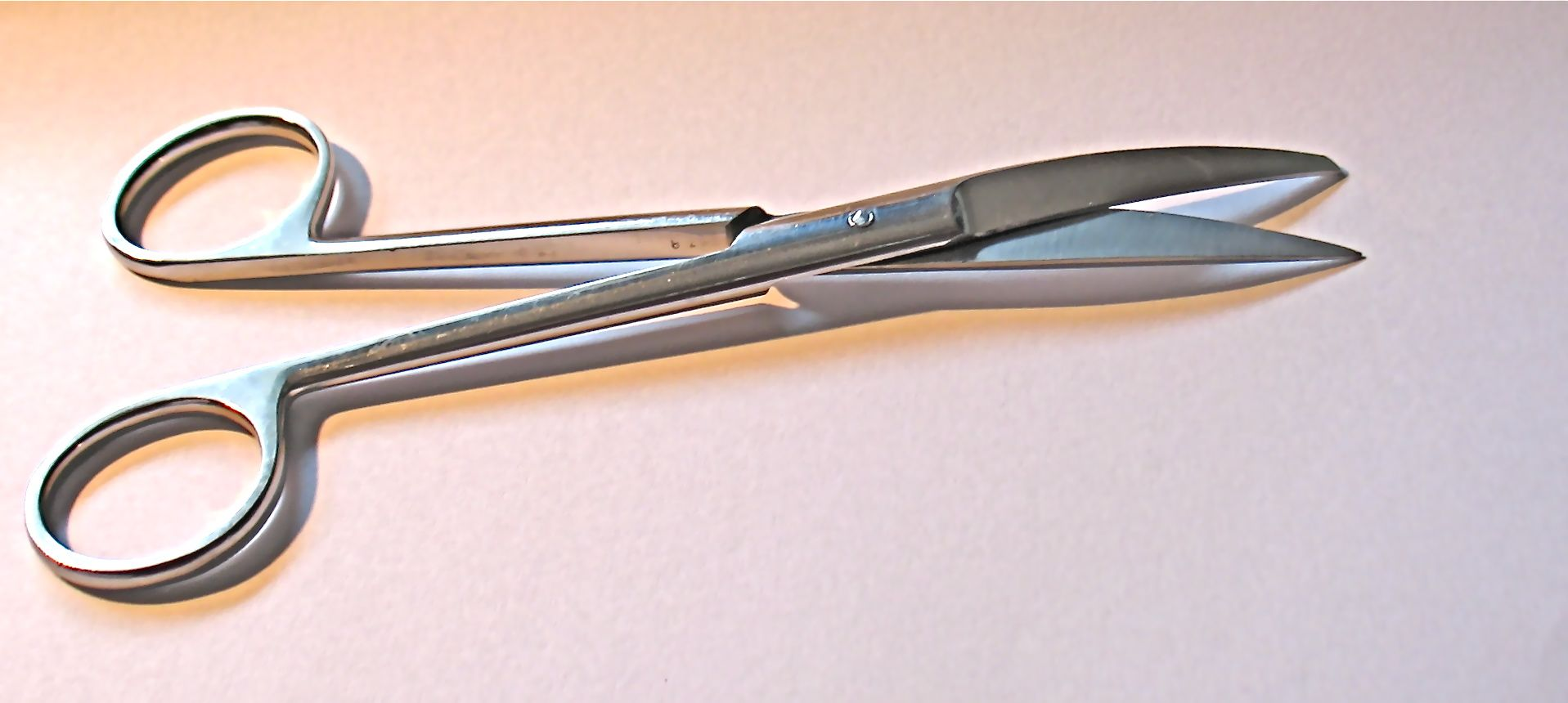
Chirurgische Schere mit gebogenen Branchen
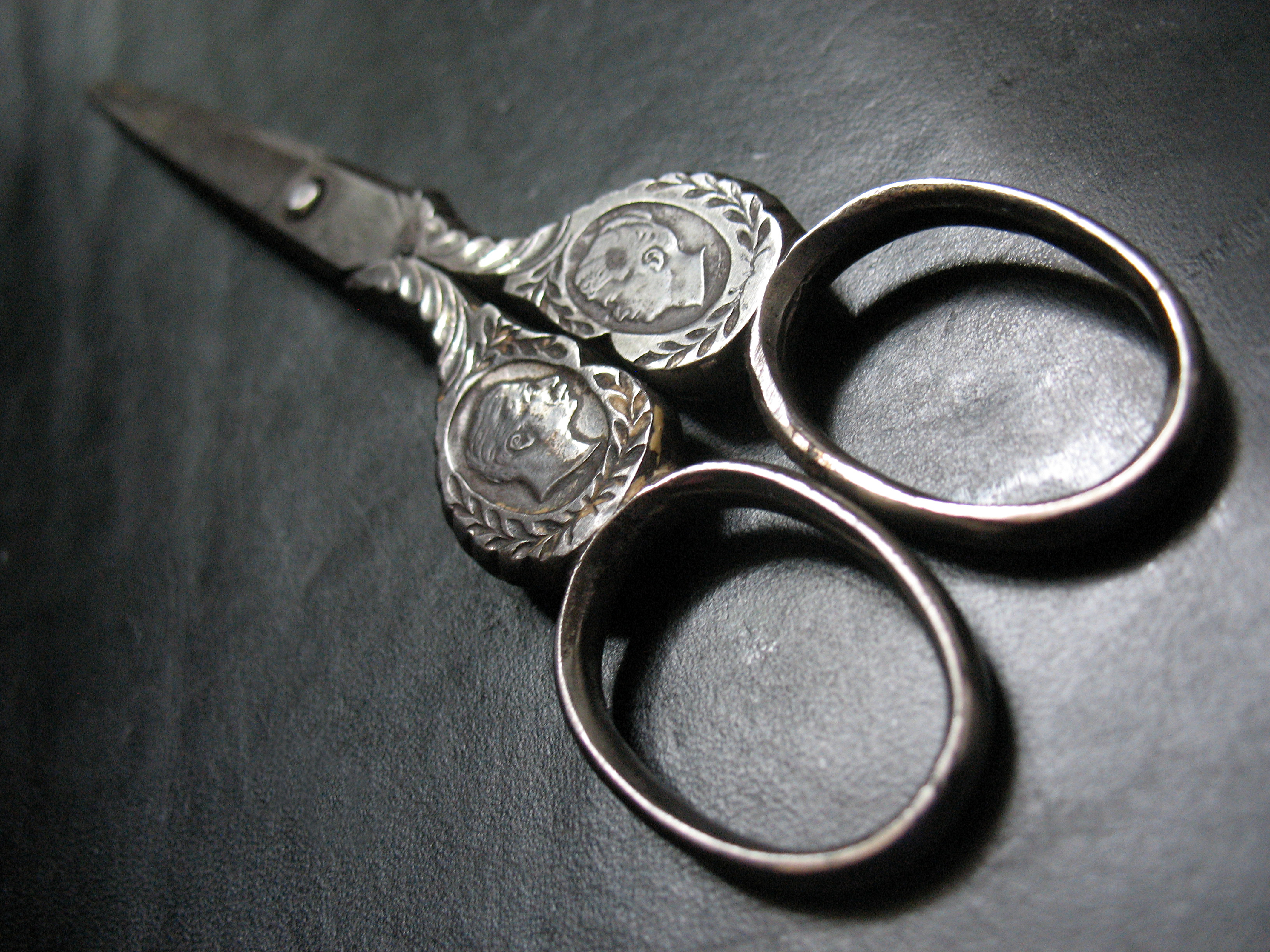
Erinnerungsschere - Hochzeit Kaiser Wilhelm II – 1881
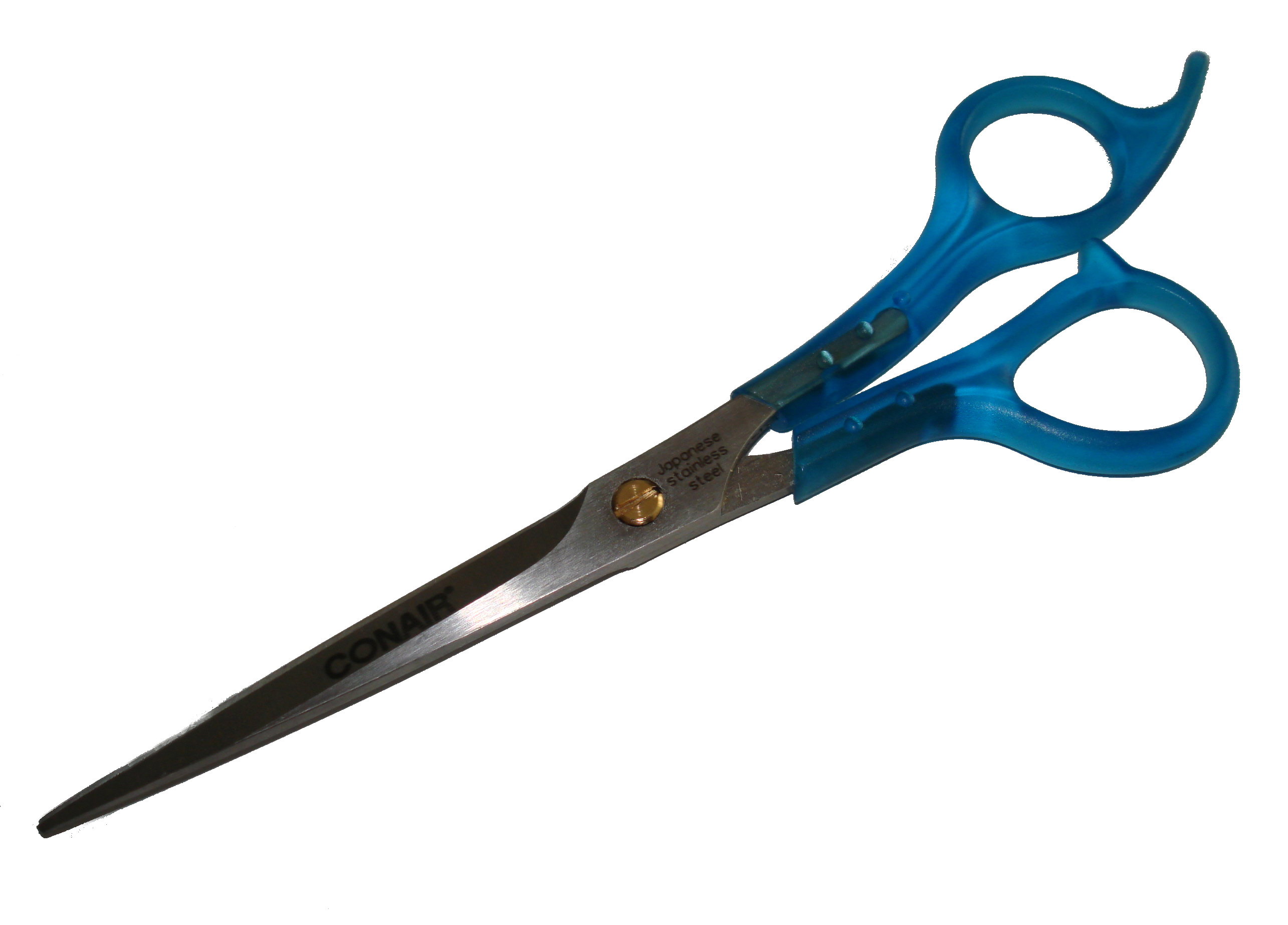
Friseurschere
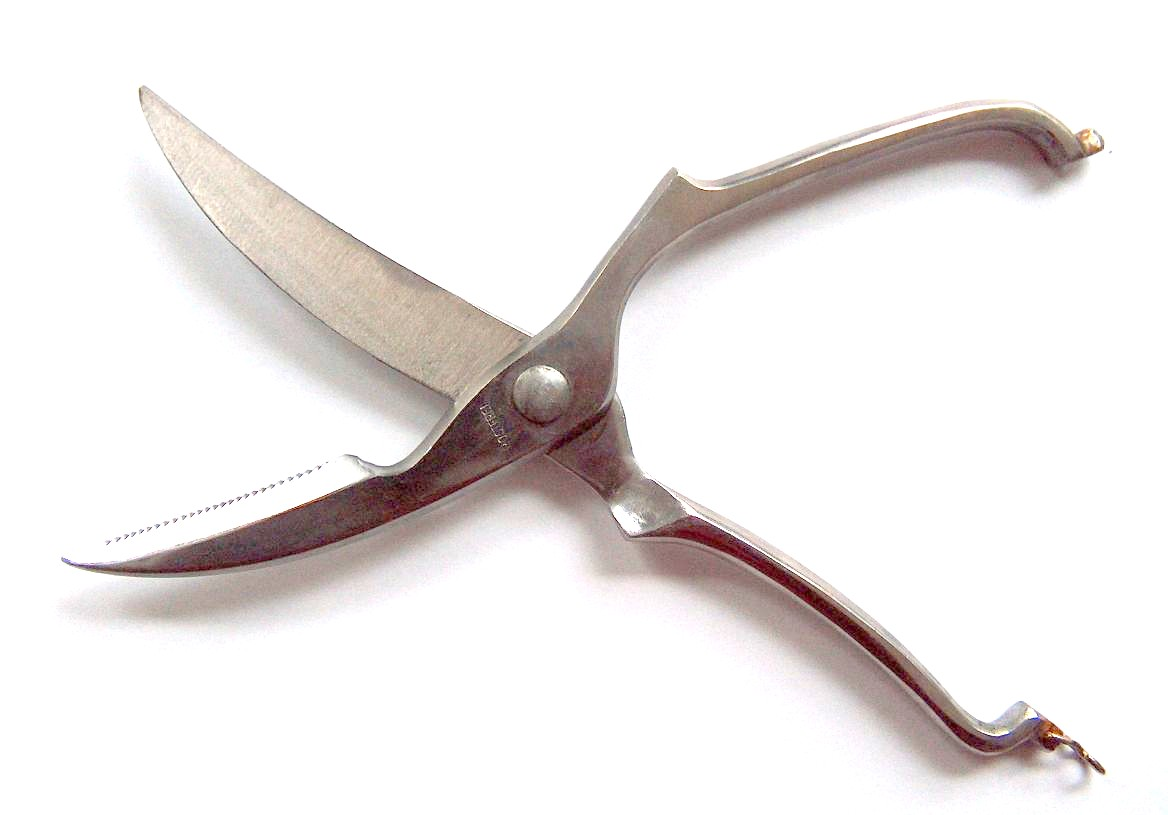
Geflügelschere
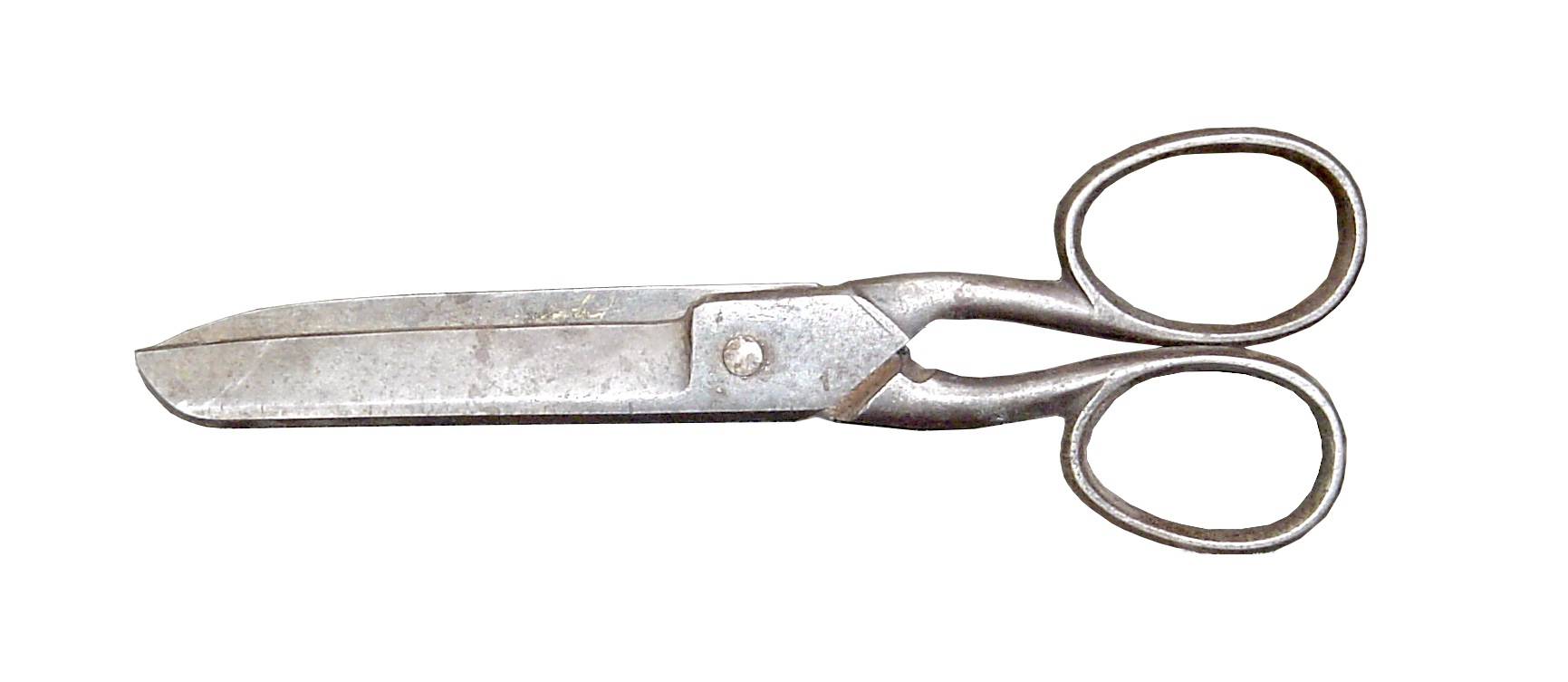
Schere für Karton
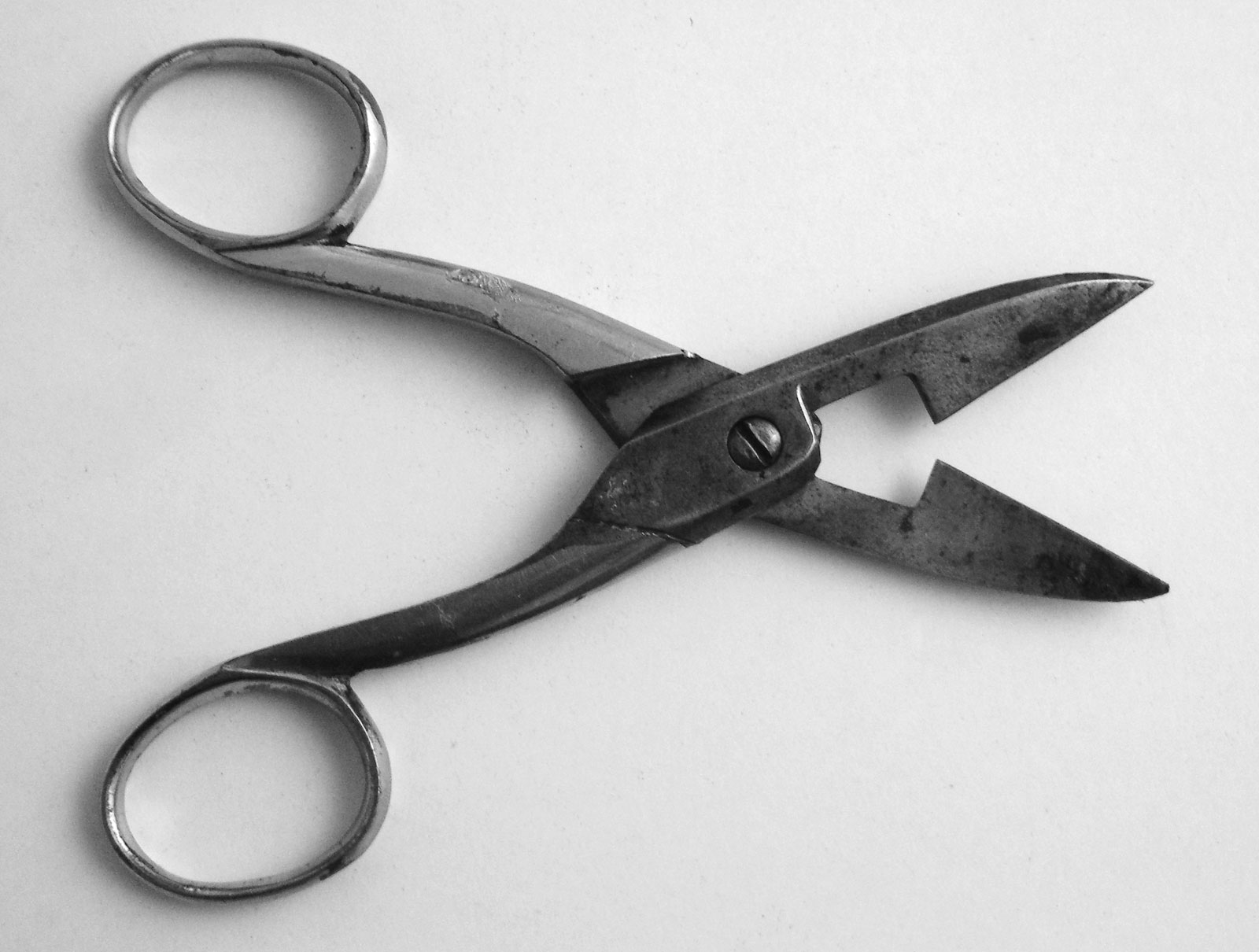
Knopflochschere
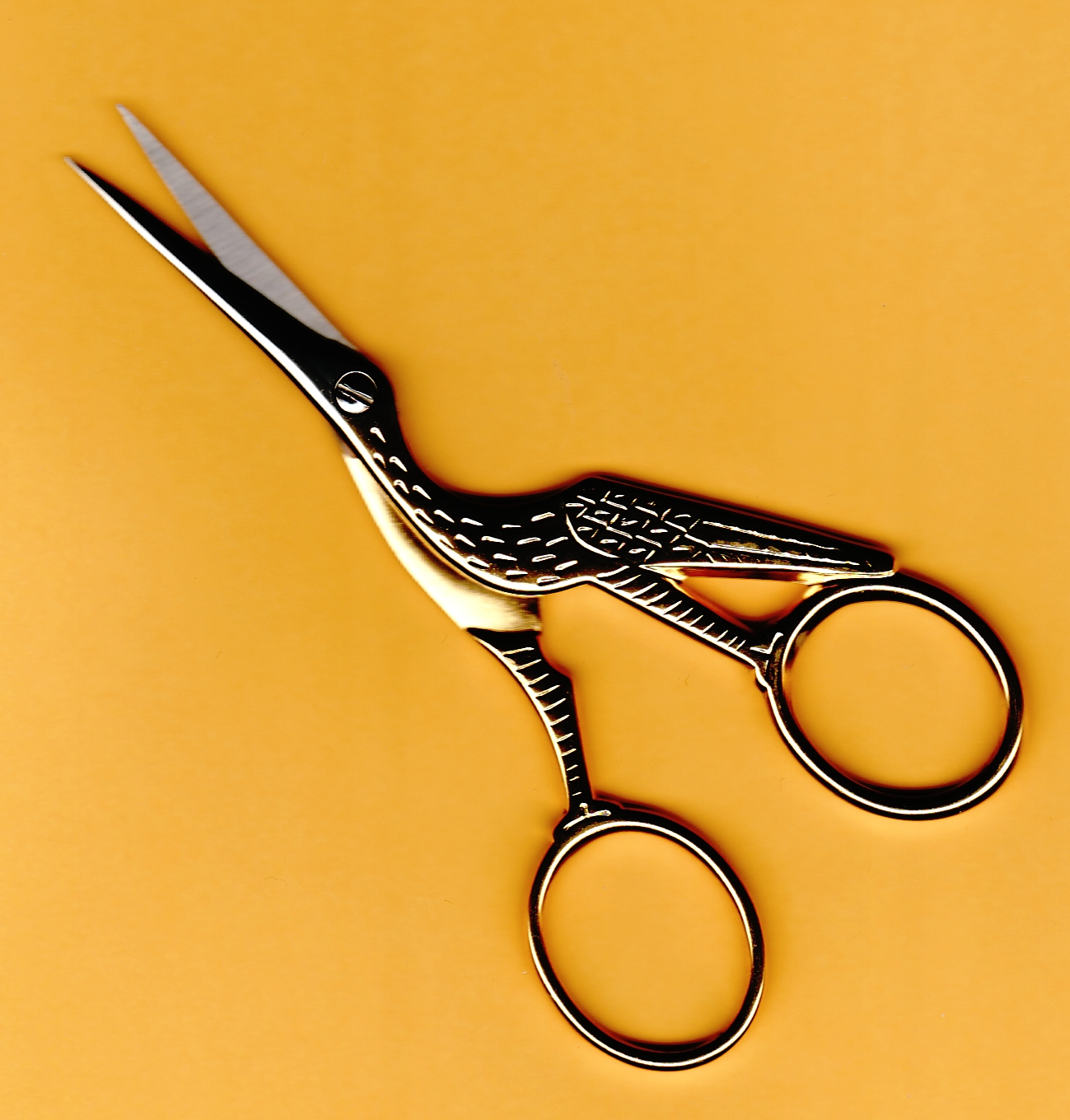
Kranich- oder Storchenschere
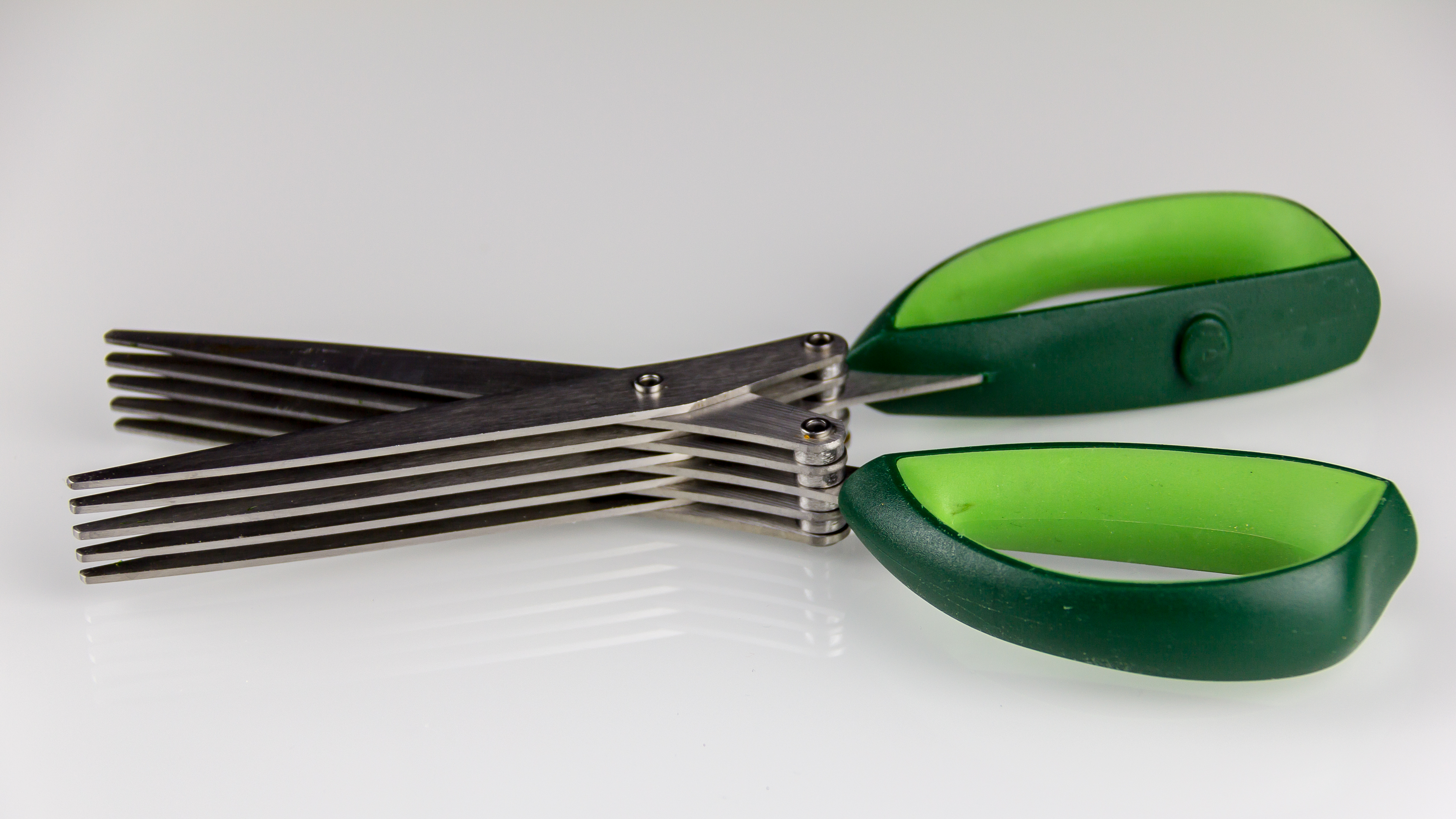
Kräuterschere
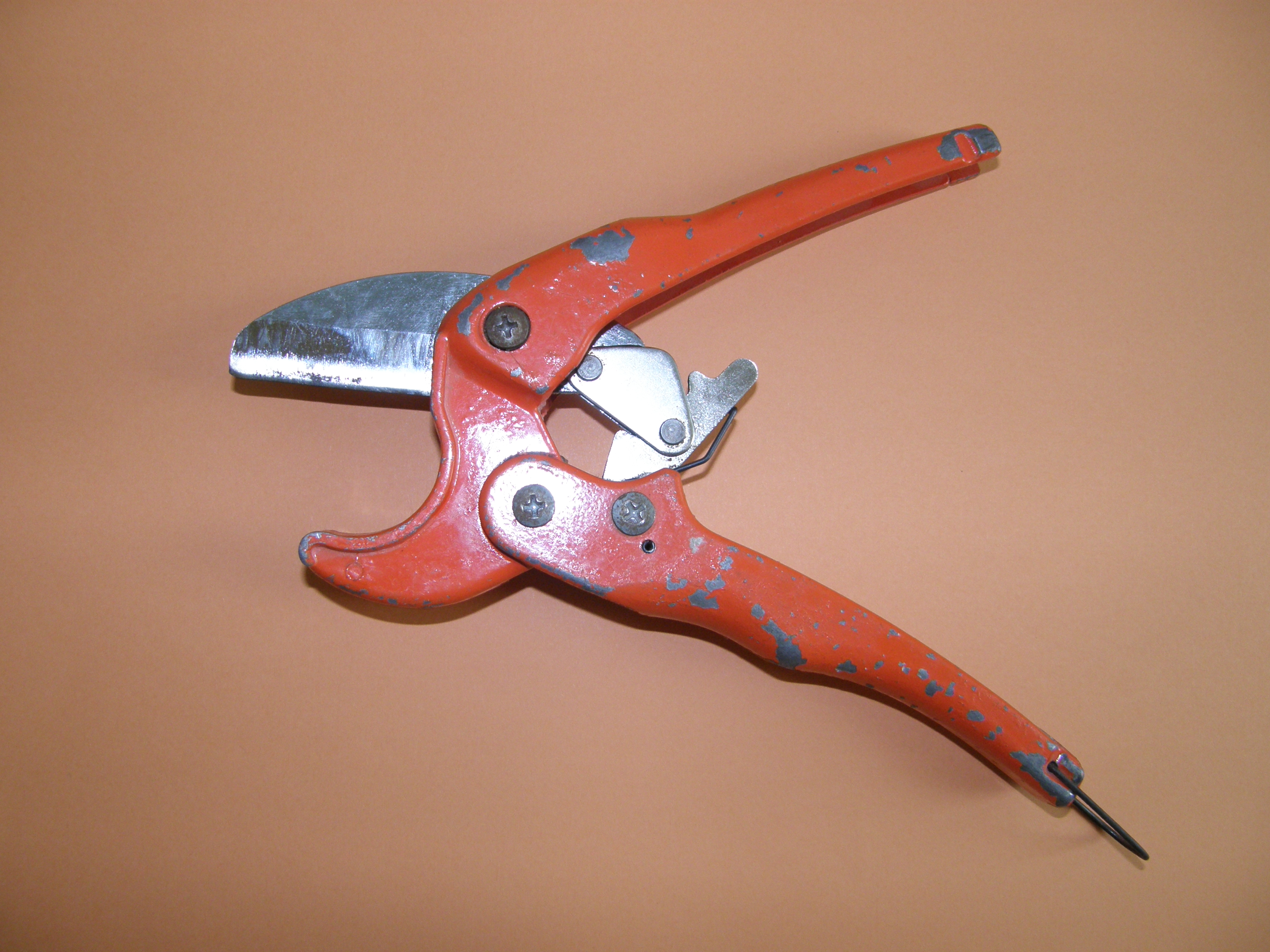
Kunststoff-Rohrschneide- schere geöffnet
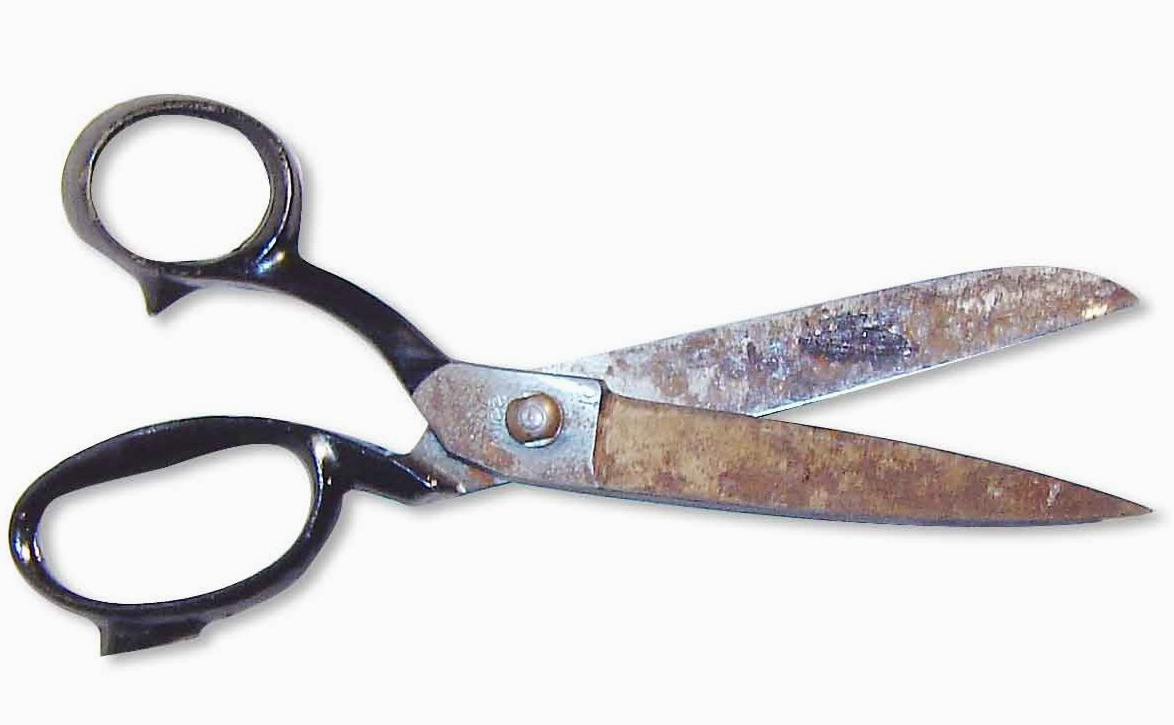
Schere für Linkshänder
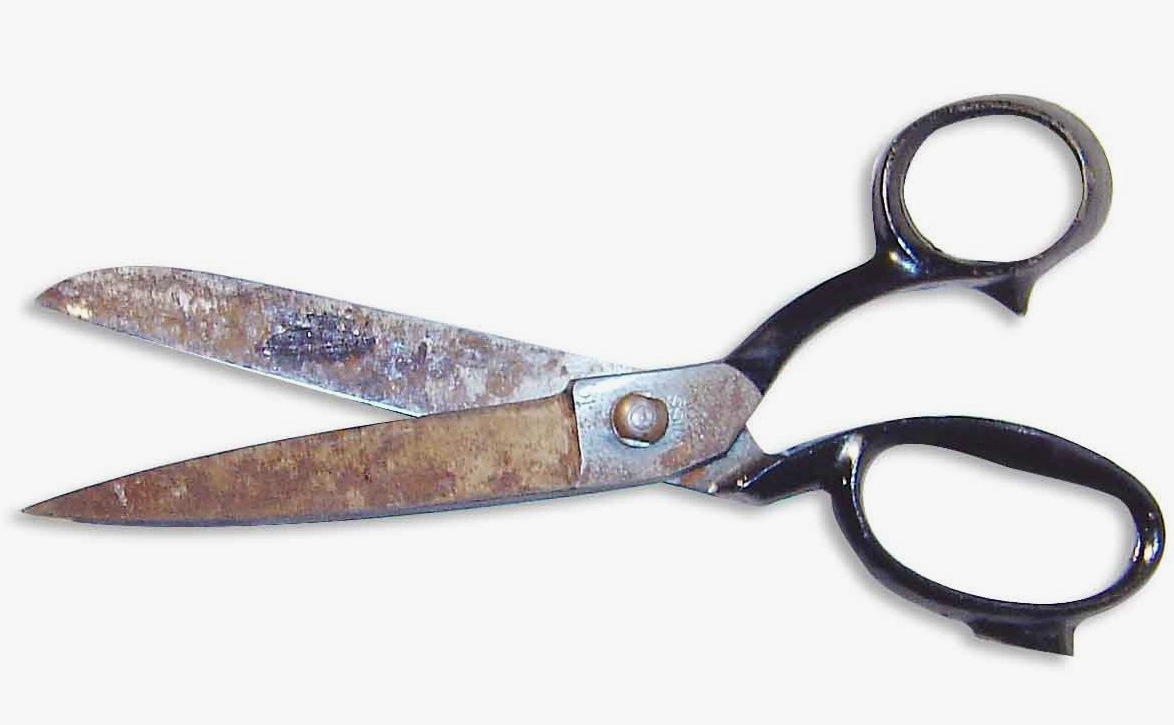
Schere für Rechtshänder
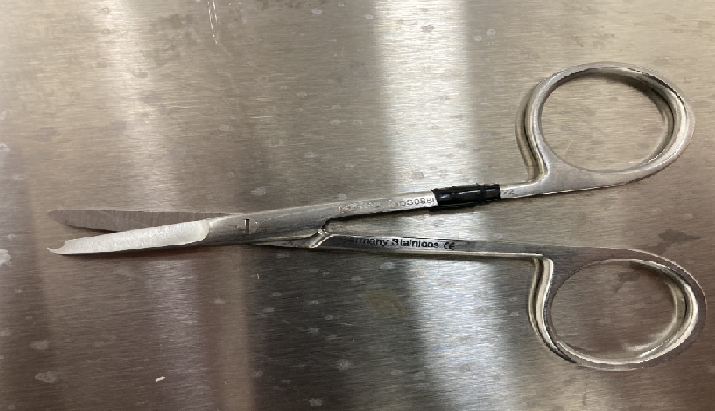
Nahtschere
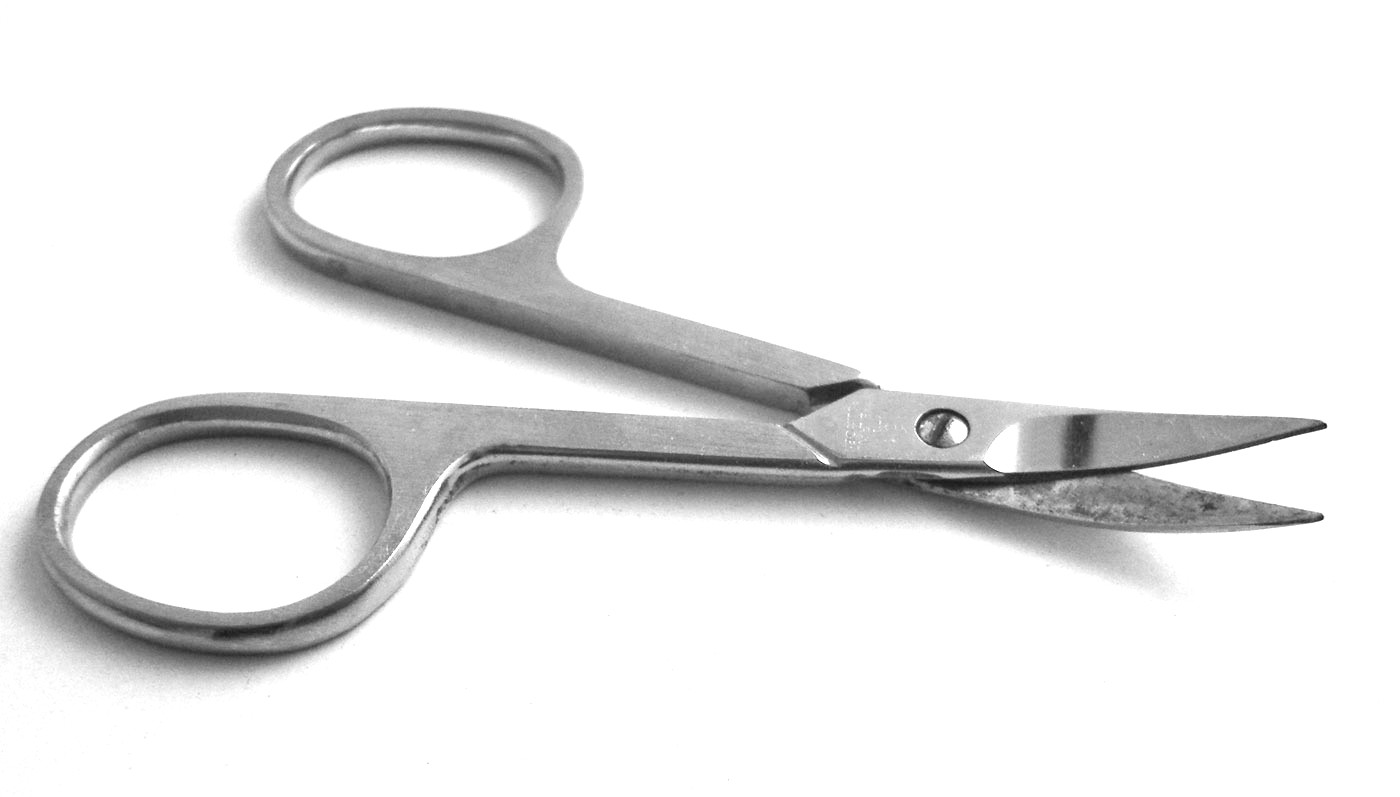
Nagelschere, z. B. für Fingernägel
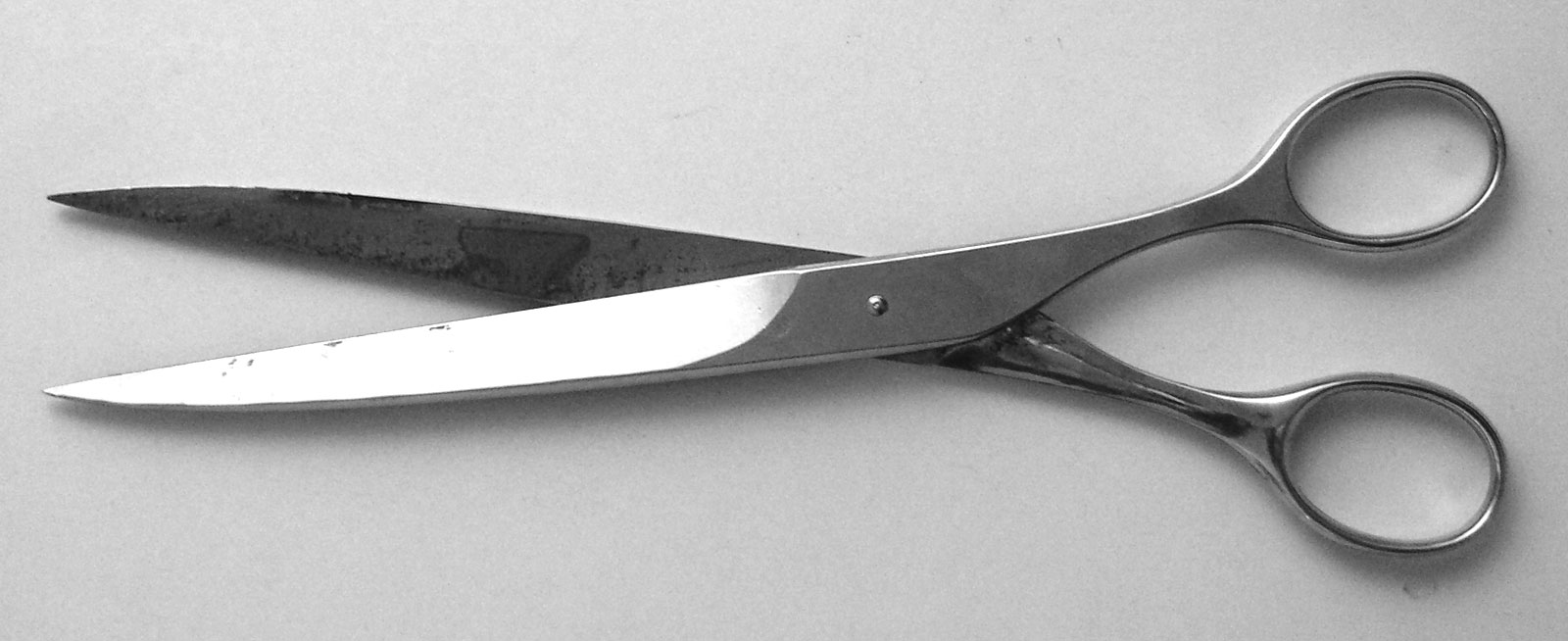
Papierschere
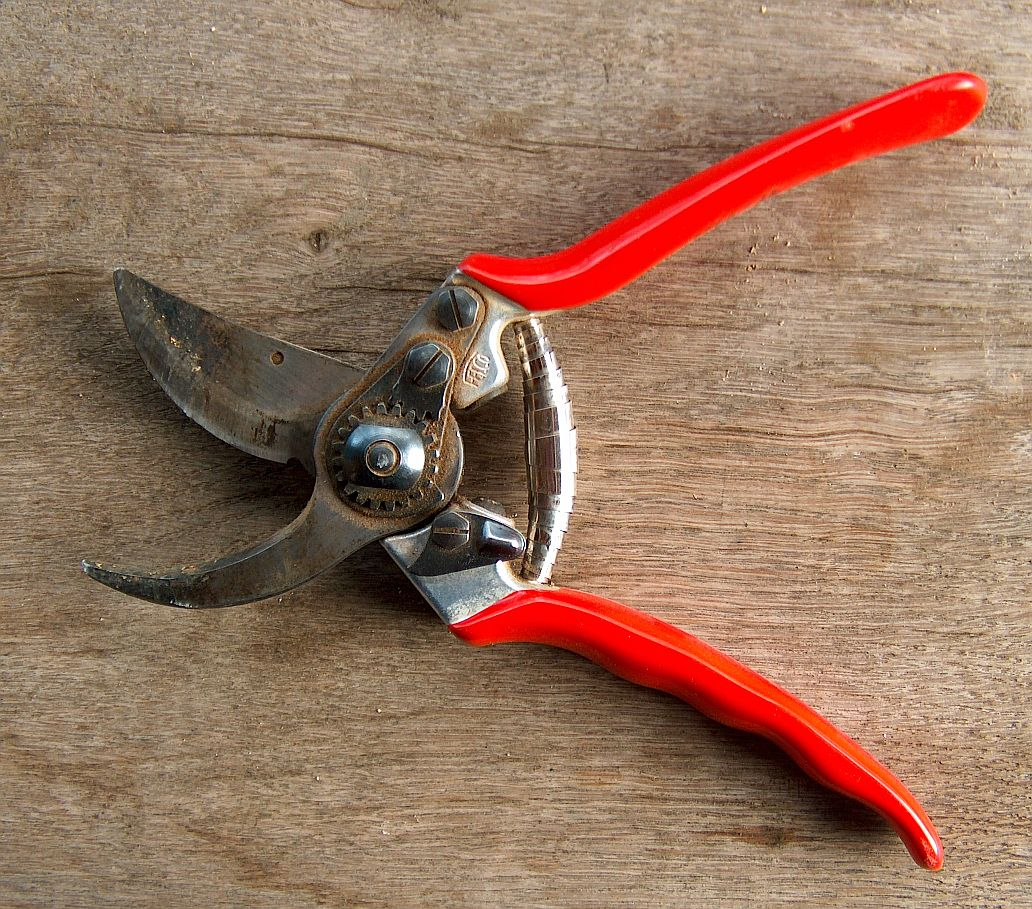
Rebschere
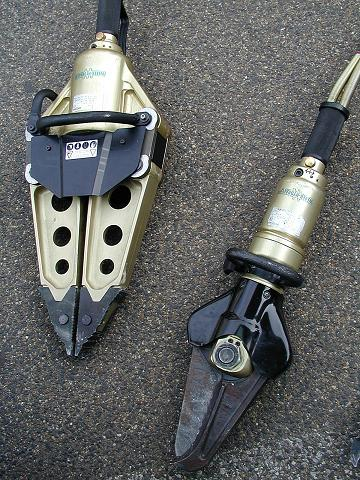
Rettungsspreizer und Rettungsschere
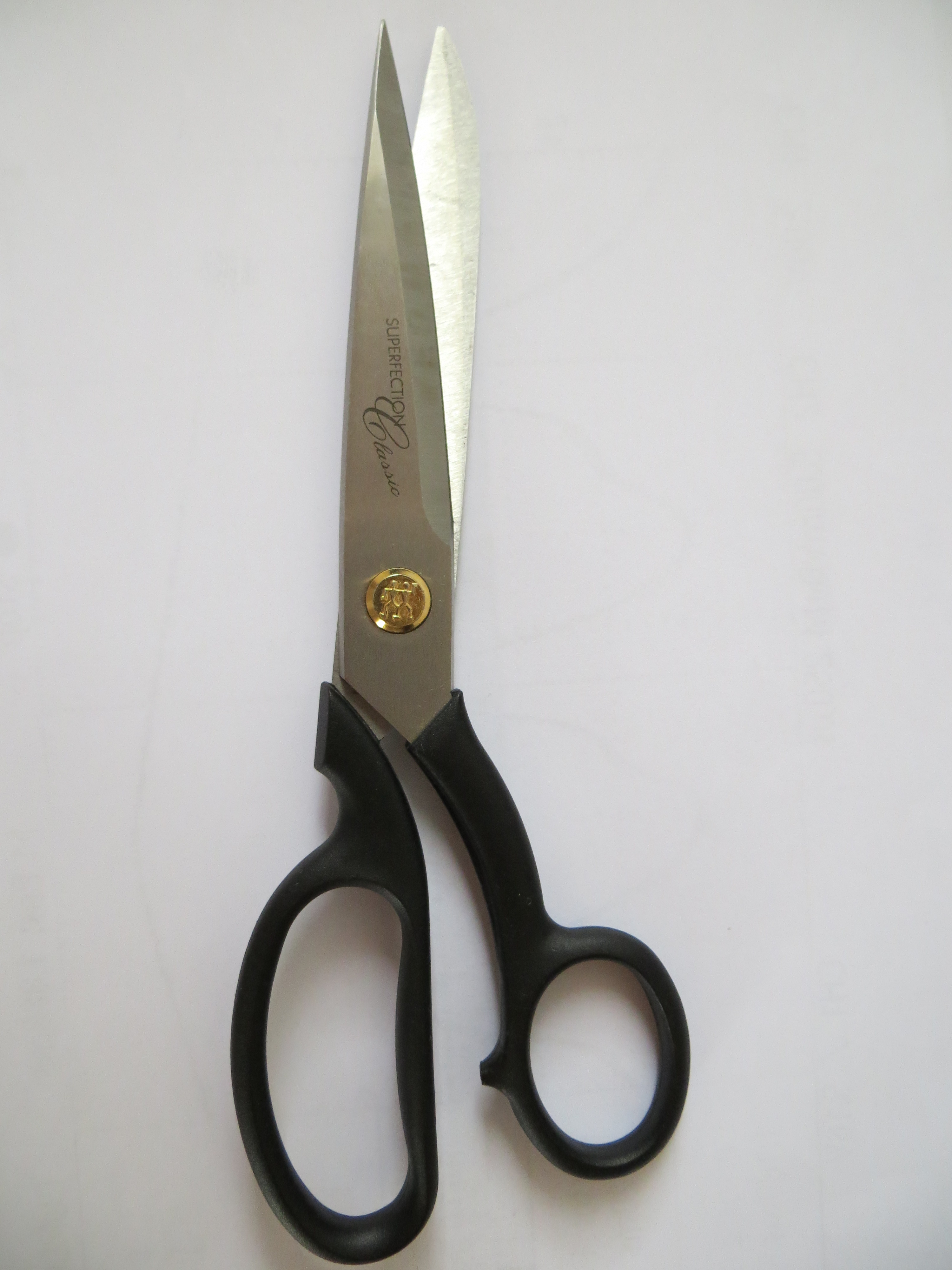
Schneider- oder Stoffschere
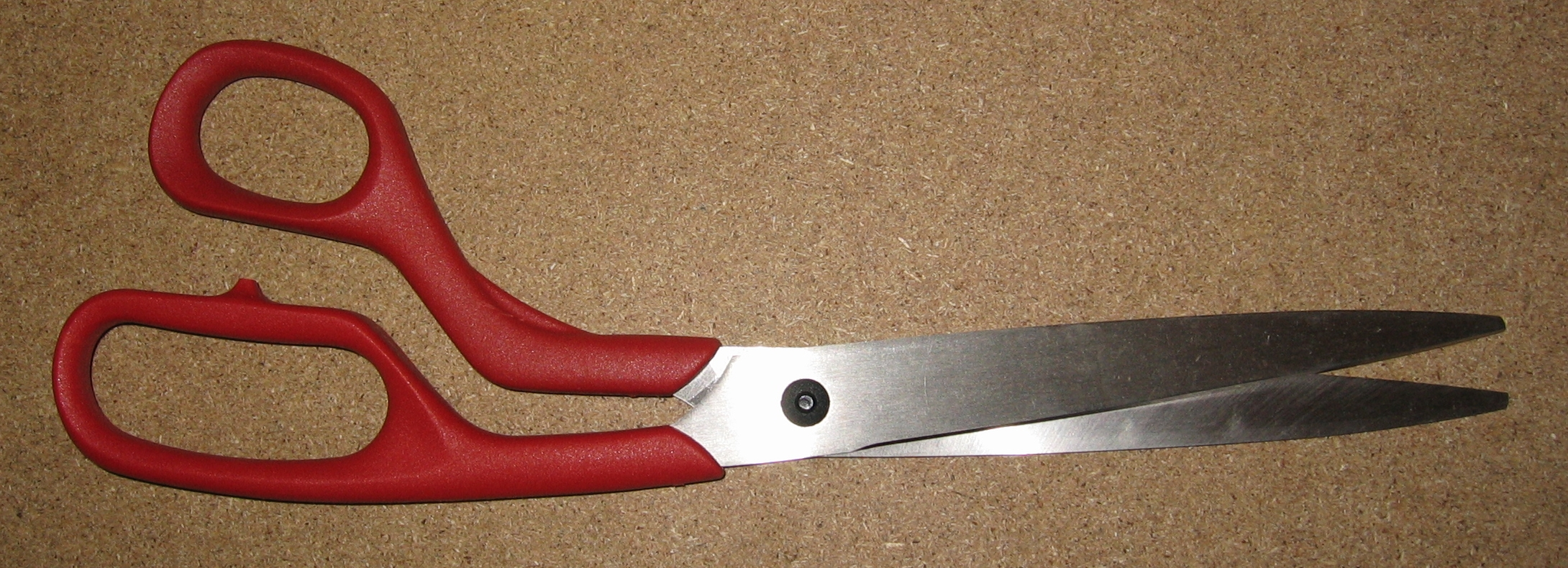
Tapetenschere
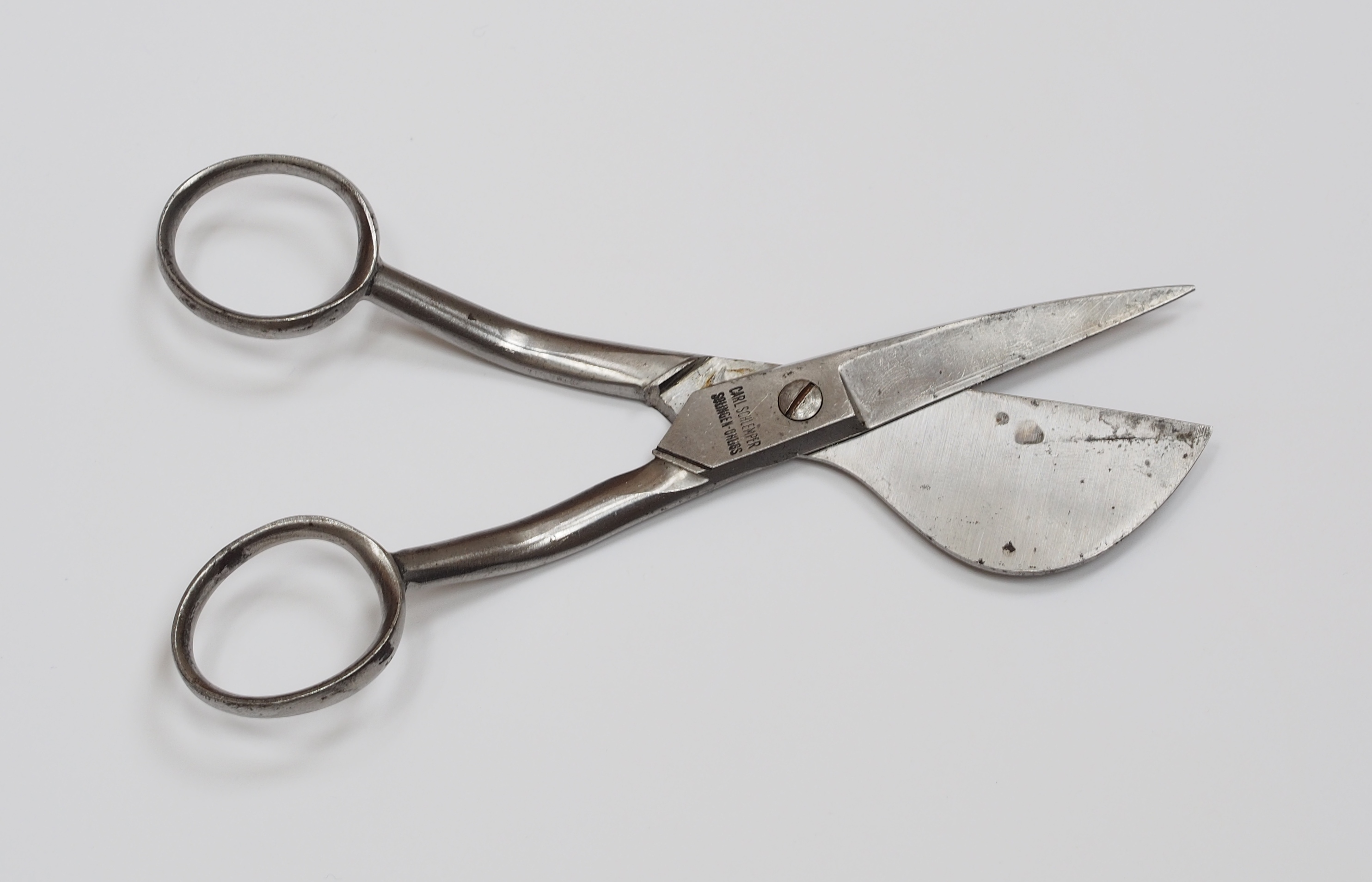
Teppichschere
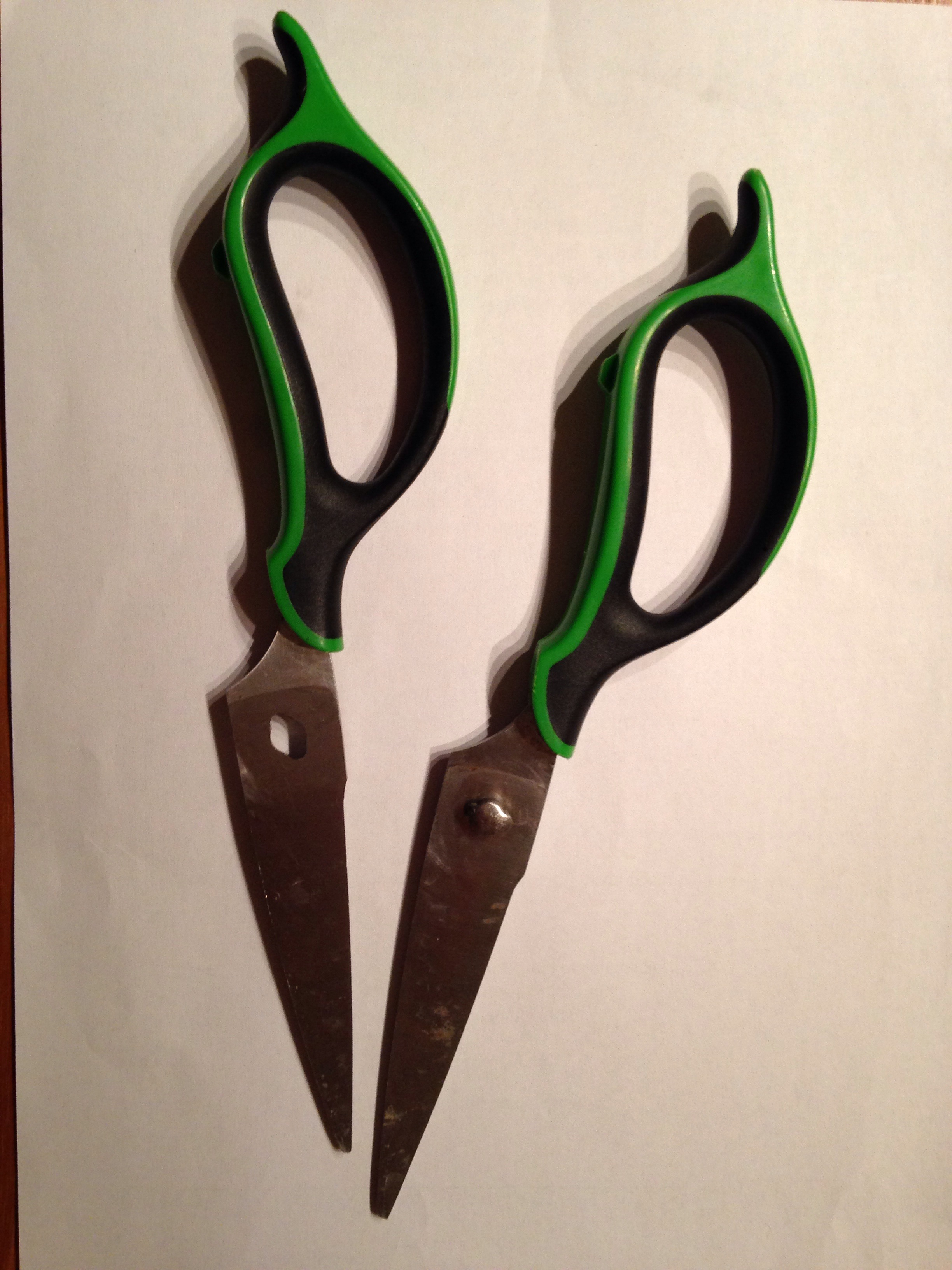
Teilbare Schere, lässt sich leicht reinigen
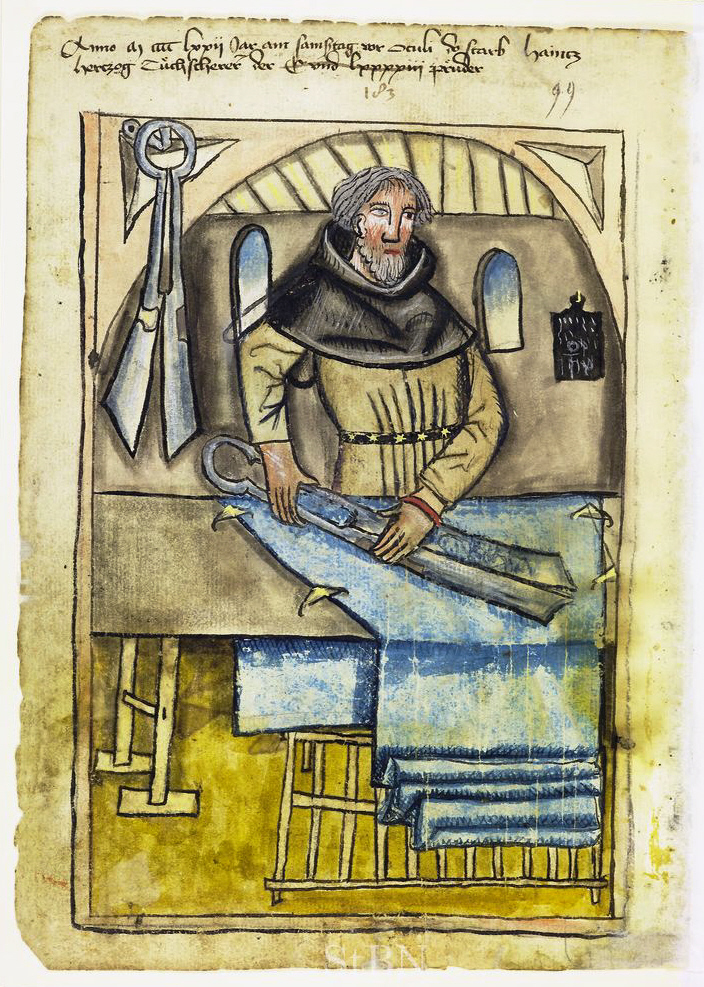
Tuchscherer mit Tuschscheren
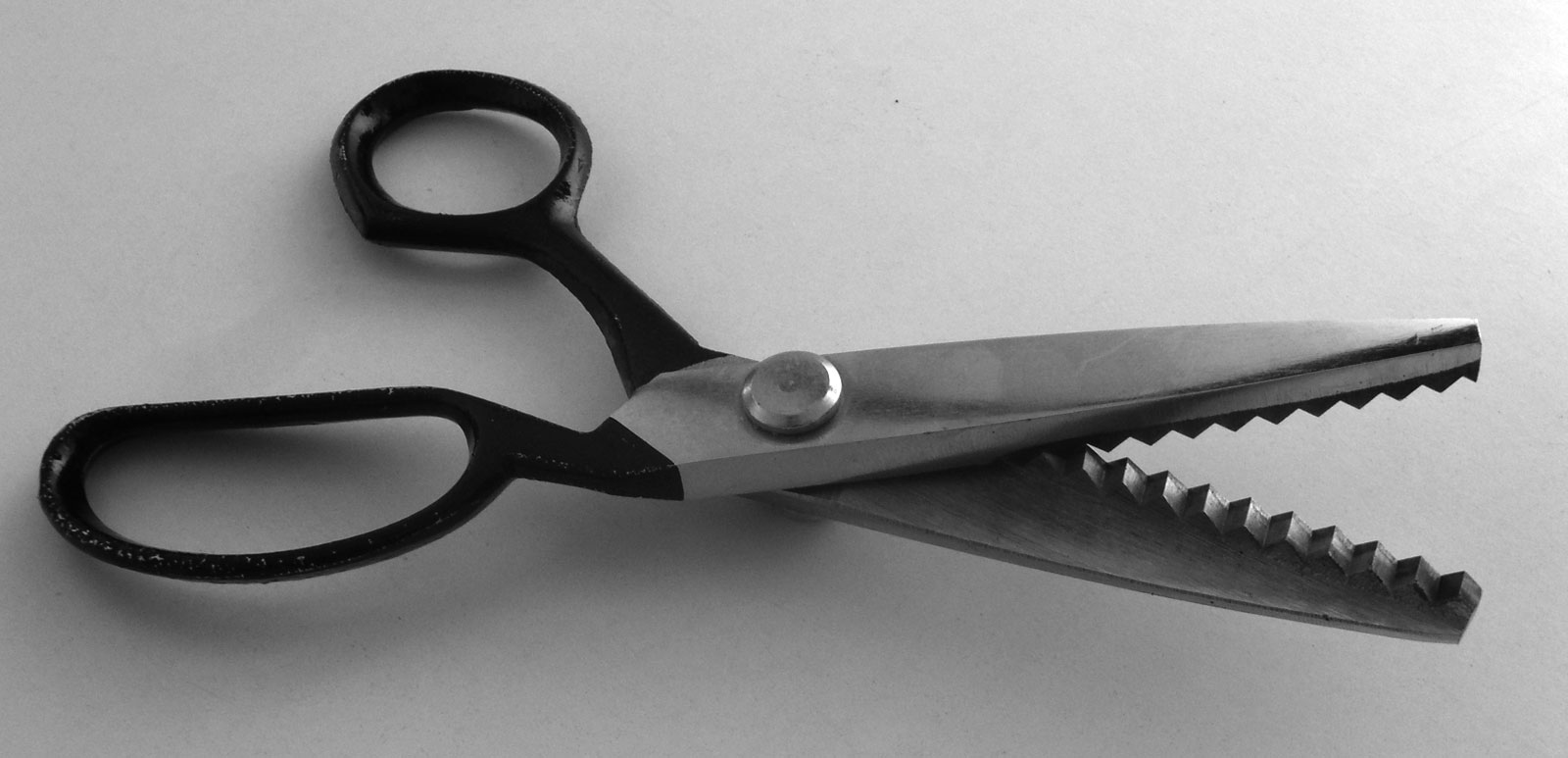
Zackenschere oder Zickzackschere, verhindert das Ausfransen von Stoffrändern

## Mythologie
Die todbringende griechische Moira (Schicksalsgöttin) Atropos hatte als Attribut die Schere. (In der römischen Mythologie entspricht ihr die Parze Morta.)

### Ikonografie

Beispiele für Scheren in der Ikonografie
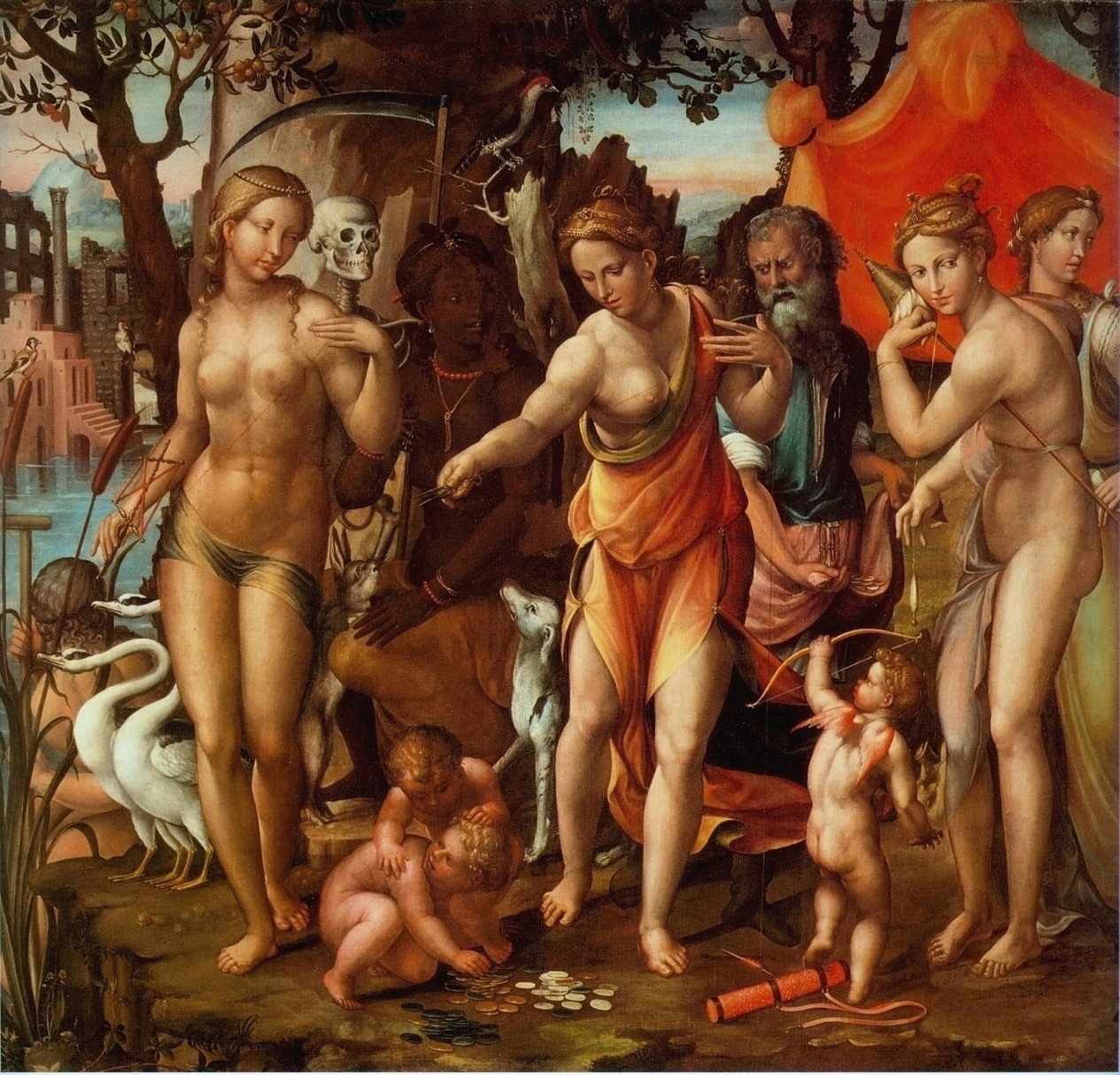
Die drei Parzen; in der Mitte Morta mit der Schere, (Sodoma)
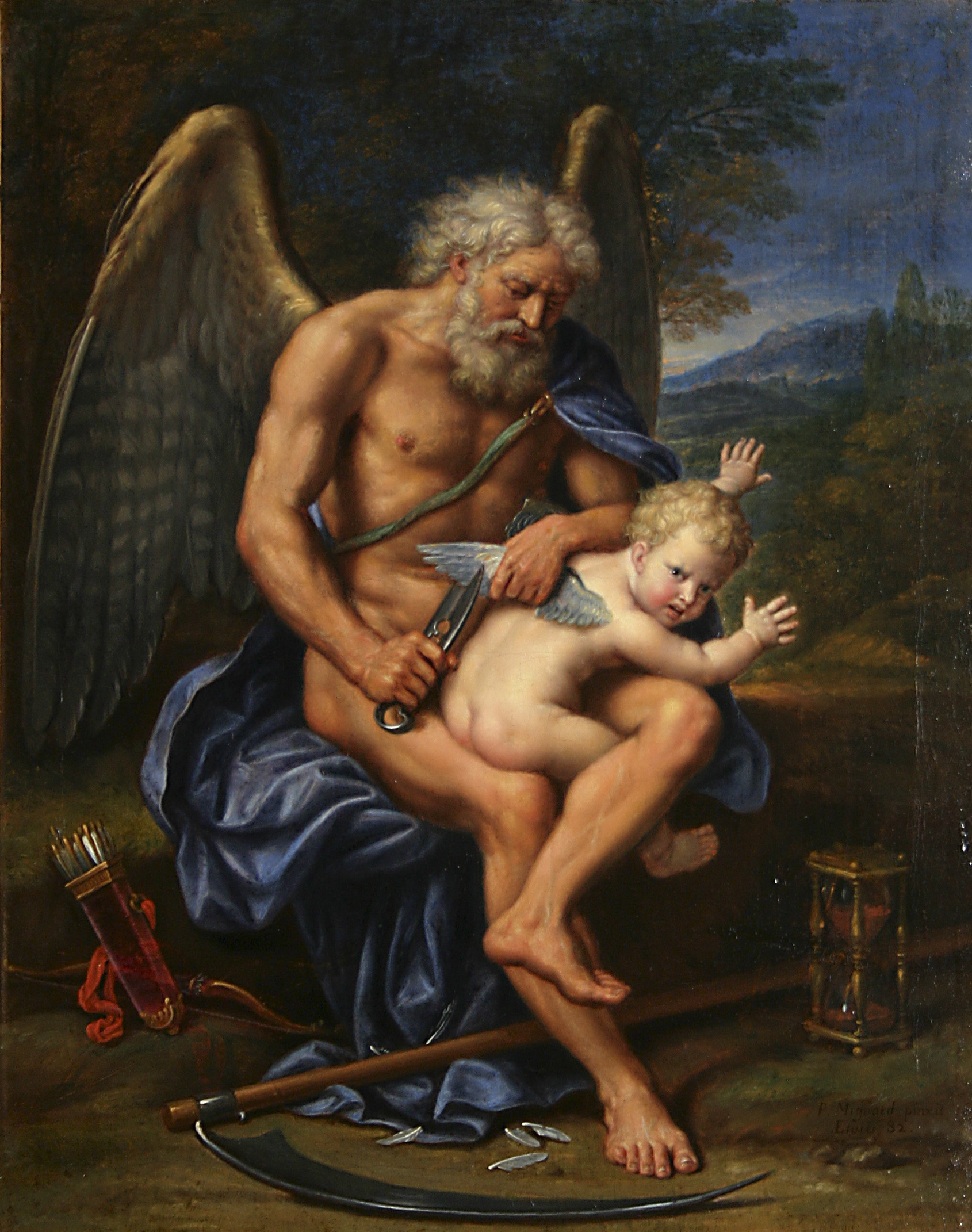
Time Clipping Cupid's Wings, Pierre Mignard um 1694

## Heraldik
In der Heraldik ist die Schere im Zunftwappen der Schneider abgebildet, findet sich aber auch in Ortswappen, beispielsweise in Gingst auf Rügen, Gleichamberg (Thüringen), Leidersbach und Pflaumheim (Bayern), Schiersfeld (Rheinland-Pfalz) sowie in Jungnau und Scheer (Baden-Württemberg). 

Redendes Wappen von Scheer